# 全日本学生自治会総連合の歴史
全日本学生自治会総連合の歴史（ぜんにほんがくせいじちかいそうれんごうのれきし）では、1948年に結成された日本の学生自治会の連合組織である全日本学生自治会総連合（全学連）の歴史について説明する。

## 歴史

### 前史

#### 学生運動の復活

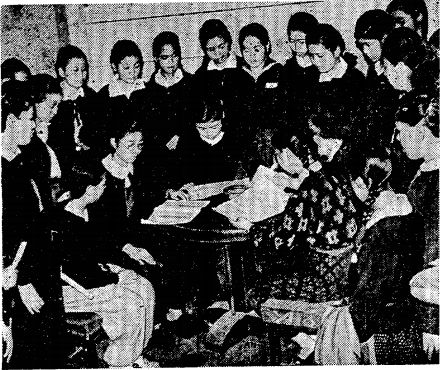
上野高等女学校での同盟休校

第二次世界大戦中に壊滅状態にあった学生運動は、1945年秋から復活した。社会科学研究会、学生図書協議会（のちの学生図書協会）の運動、大学生協の結成などがその嚆矢であった。1946年5月には学徒救援会、文部省の推進により連合国軍最高司令官総司令部(GHQ)の公認をうけて、学生の住宅確保のために学生会館が設立された。これらの動きは当時の学生が対面していた学問に接する機会の欠乏・物資と収入の欠乏、民主主義の欠乏への問題意識に突き動かされたものであった。その担い手は、勤労動員や学徒出陣から学校に戻ってきた学生たちであった。
これらの生活づくりの動きと並行して、学生の政治運動の再建として1945年9月から学園民主化闘争が起こり、これが学生自治会の出現を準備した。水戸高等学校での軍国主義校長罷免・進歩的教授復職を求めるストライキ・寮籠城闘争が校長らの罷免と処分中の教授の復職を勝ち取ったことをはじめとして、上野高等女学校、東京物理学校、北海道大学、東京工業大学、静岡高等学校、早稲田大学、東京女子大学、佐賀高等学校、東京産業大学、日本大学予科、法政大学、立命館大学、立教大学、大阪商科大学、京都大学、中央大学などで学園民主化闘争が闘われ、そのなかで社研や自治会の結成が進んでいった。その目指すところは、軍国主義教育の批判、一転して民主主義に転ずる教師の無節操の批判であり、スローガンは「学園報国団解体、戦犯教師追放、民主的教員の復帰、学生組織の結成」などであった。ここにおいて出現した学生自治会は、戦前に存在した個人加盟の団体とは違い、全学生の全員加盟とする新しい自治会制度の確立を指した。1946年5月、早稲田大学学生大会が自治会規約を可決、当局もこれを承認したことから、全国で初めての全員加入の学生自治会が結成された。
この時期の運動は戦前の男子・国立大学中心であった学生運動とは異なり、私立・女子校においても発生したことに特色がある。GHQの後押しからこの時期の闘争は学生側の勝利に終わることが多く、これらの闘争の過程で運動のための言論の場としての学生新聞・雑誌の復活が相次いだ。そのほか、滝川幸辰、田中耕太郎、末川博などの戦時中に公職から退けられ、民主化の中で大学に復帰した教授陣が学生と対立する場面もみられた。

#### 日本共産党の制動
このような戦後学生運動の最初の昂揚の中心は当初は学園に戻った学生の純粋な反発・批判が中心であったが、その後復活した日本共産党にいち早く参加した学生党員やシンパ層が運動に拍車をかけ、彼らは組織者として生活と知の困窮に悩む学生を精力的に組織することで運動を拡大していった。しかしながら、共産党中央と学生党員との間にはこの時点で溝が生まれつつあった。党中央は学生の大衆運動に対する理論的な評価・位置づけを付することができておらず、また学生を指導できる人材も存在しなかった。当時の党の公式見解としては、学生は「階級的浮動分子」であり、プロレタリアートに指導されてはじめて階級闘争に寄与する「いかがわしい」存在であった。そのため、党中央は学生運動の爆発を快くは思っておらず、これが後に学生党員との軋轢につながっていった。党は学生組織として1946年2月に日本青年共産同盟を結成し、青共東大班を皮切りに全国大学に大学班・社研を結成していった。1946年までにブロック組織としての「学生連絡協議会」が生まれ、これが「学生政治協議会」のような全国的組織へと発展していった。同月には学生生活協議会も結成を見ている。5月26日には戦後はじめての滝川事件記念祭として、京橋公会堂で学生社会科学研究会連合会の主催で全国的な大会が催され、学生自治組織の確立、学生民主化戦線の即時結成などが決議された。これを受けて、6月に学生自治会連絡会が組織された。前述の早稲田大学の全学自治会結成をモデルとして11月、学生自治会連絡会は改組され学生自治会の連合体である全国学生自治会連合が発足した。
1946年秋になると、電産争議を境として生産管理闘争は弾圧により下降線をたどるようになり、労働運動は共産党指導下の全日本産業別労働組合会議（産別会議）に組織されたストライキ闘争として闘われるようになった。この中で、学生党員らは2・1ゼネストの敗北まで労働運動の中にオルグとして動員され、学生社会での運動は二の次のものとなっていた。ゼネスト前日の1月31日には、「人民広場」と称されていた皇居前広場において関東連合学生大会を開き、40校2万9千から3万人がデモを行った。2・1スト敗北後まもない2月7日、占領軍民間情報教育局(CIE)は「学生が自治の実験室から乗り越えて学校行政に不当介入することは排除されねばならぬ」との覚書を発した。これはGHQがこれまでの方針を転換し、文部省の政策に同調して学生自治を「実験室」に抑え込むことを支持するということを意味していた。各大学では学生の処分、反政府的な教職員の排除が行われ、これをもって学生運動は戦後初めての退潮期を迎えることとなる。この敗北による挫折感と弾圧の開始は学生活動家にも大きな影響を与え、授業料値上げ反対の学生大会すらお流れになるというような状況も現れていた。この間、日本共産党は学生党員に「学園へ戻れ」との召喚令を出していた。

### 全学連の結成と反レッドパージ闘争

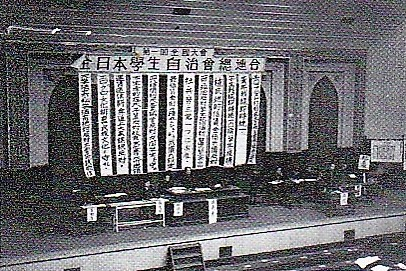
第一回全国大会 1949年2月4日 中央大学

#### 結成
占領軍と政府による一体となった弾圧と「前衛党の無為無策」によって学生運動は一時沈滞することとなったが、1947年の間に進んだインフレによる授業料の高騰・生活苦に対する値上げ反対闘争から徐々に復活していった。
全国学生自治会連合は1948年4月の全国代表者会議において、「授業料値上げ案撤回・不払い体制の強化・文教予算および育英資金の増額」を決議し、授業料値上げは学生生活を圧迫するのみならず大学教育を富裕層子弟のみのものにしてしまうと総括した。当時は学生の親にはほとんど学費をねん出する余力はなく、学生がアルバイトするにも働き口がないという状況があった。ここから学生運動は「不払い運動」として活発化を見せる。5月25日、関東学生自治会連合は「教育復興宣言」を発表、6月1日には国立大学高専自治会連盟と共催で日比谷公会堂にて教育復興学生蹶起大会が開かれ6千人の学生が討議、教育防衛復興闘争として同盟休校を決議。これをきっかけとして全国官公立大学高等自治会連絡会が結成され、全国の大学に授業料値上げに反対する一斉ストライキ・デモが広がっていった。東京では連日波状デモが行われ、26日からは114校20万人が参加する全国ストライキに突入するなど戦後学生運動史上最大規模に激化した不払い闘争であったが、文部省による交渉打ち切りと国会での予算通過によって学費の3倍値上げを阻止できずに終結した。しかしながら、この闘争の中から反動教育政策打破という学生運動の質的転換が発生し、学生たちは全国的な連帯が勝利をもたらし得るという教訓を得ることとなった。
7月3日、58校が参加する学生運動の全国的統一組織結成の準備会が開かれ、さらに7月6日には138の大学・高専の代表者400人による会議が東京大学で開かれ、「全日本学生自治会総連合」の結成を決定した。9月18日からの三日間、東京第二師範（予定していた東大38番教室使用が拒否されたため第二師範女子部講堂に変更）・早大・東京商大と場所を移しながら全学連結成大会が開かれ、145校の代議員250人が参加した。この大会はスローガンとして
1. 教育のファッショ的植民地再編反対
2. 学問の自由と学生生活の擁護
3. 学生アルバイトの低賃金とスキャップ反対
4. ファシズム反対、民主主義を守れ
5. 青年戦線の即時統一
6. エログロ文化排撃、民族・文化を守れ
7. 学生の政治活動の完全な自由

を採択した。この結成大会で選出された役員は中央執行委員長武井昭夫（東京大学）、副委員長は早稲田大学の学生、書記長は東京大学の学生であり、事務局は東大に置いた。東大と早大から執行部が選出された背景には、共産党細胞が強固であり党の理論と現状分析が徹底していたことがあり、後にも歴代の全学連指導部にも両校の出身者が多数を占めることとなった。1948年末時点で加盟校266、構成員222581人であった。

#### 文部次官通達とイールズ声明

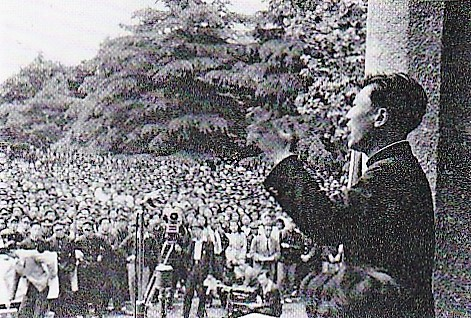
学生の前で演説する武井昭夫委員長（1949年5月）

6月の全国学園ストと9月の全学連結成を受けて、10月8日文部省は次官名で政府の学生運動に対するはじめての方針である「学生の政治活動について」通達を発し、この通達の「学校ハ学問教育ノ場デアッテ、政治闘争ノ舞台デアッテハナラナイ。」「カカル秩序ヲ乱スヨウナ学校内ノ政治活動ハ許サルベキデハナイ。」「特定ノ政党ノ支部又ハ之ニ類スル学外団体ノ支部ヲ学内ニモツコトハ極力回避サルベキデアル。」 という内容はその後各大学の学生運動対応の指導原理となった。第二組合として「私学連」が結成されたが振るわなかった。長野師範学校では細胞の解散、自治会の全学連からの脱退を強要し、学校内外にかかわらず政治活動を行わないという誓約書を学生に書かせ、従わない29学生を退学などの処分に付し、これが戦後学生運動史上はじめての大弾圧事件となった（長野師範学校事件、のちに占領軍軍政部の介入があり学生側は法廷闘争でも敗北した）。このように次官通達を受けて各大学が共産党細胞を解散する最中、文部省は大学法案要綱（大学法案）の国会提出を図った。国立大学学長会議、日本学術会議、日本教職員組合（日教組）が反対を表明する中、全学連は独自の大学法案を発表し、それとともに九州学連を先頭に全国的なストライキを以て反対闘争に打って出た。このなかで学生運動民主化同盟（学民同）による反全学連運動も少数ながら発生した。全学連は大量処分に対しゼネストで対抗したが、これは日共中央の路線とも相いれないものであった。それらの反対運動によって、政府は大学法案の上程を断念し、あらたに設置された大学管理法起草協議会は全学連からも意見聴取をすることとなり、全学連は結成後最初の闘争で勝利を収めた。このころまでは労働運動や農民運動とは異なり、学生運動に対しては政府による組織的な解体策動は存在しなかった（このことが、全学連が後に労働者・農民・市民を欠いた「前衛」となることの布石となる）。

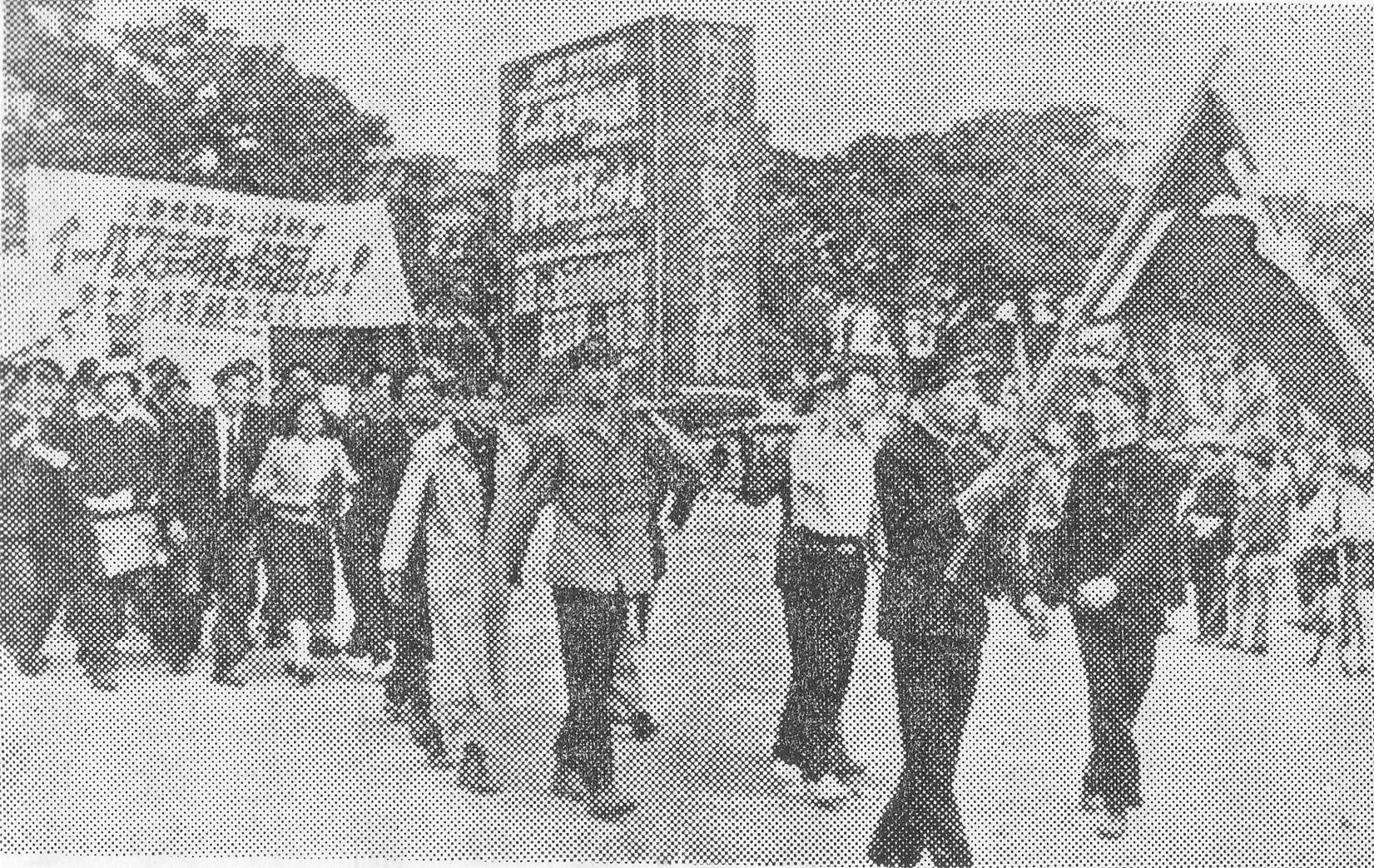
イールズ声明反対闘争（1950年東京大学構内）

朝鮮半島情勢の緊張に伴って強められた反共政策の一環として、1949年4月に吉田内閣は団体等規正令を公布・施行し、レッドパージが開始された。占領軍も反共・学生への弾圧を強め、7月19日の新潟大学を皮切りにCIE顧問のイールズを全国大学に派遣し「赤色教官とスト学生の追放」を訴えさせた（イールズ声明）。共産党は学生に「同盟登校」を命じ、全学連中央闘争委員会はレッドパージに「人民と共に教育を防衛する」べくゼネストを以て闘うことを決議した。各大学ではこのイールズ声明への学生による反対闘争が巻き起こり、全学連は「全面講和と全占領軍の撤退、イールズ声明反対、レッドパージ反対」のスローガンを掲げてストライキで闘った。5月28日から30日、商大講堂での全学連第2回大会では、「①ストックホルム・アピール百万人署名を中心にした平和擁護運動②軍事基地反対、全面講和、全占領軍撤退闘争③イールズ声明撤回、レッドパージ反対闘争④授業料、育英資金、その他部分的要求の闘争⑤学生戦線の統一、労学共闘の強化」の方針を決定し、国際学連への加入手続きもとった。この反対姿勢によって、8月に全学連は団体等規正令適用を受けることとなる。1950年に入ると朝鮮戦争勃発に伴いデモ禁止やレッドパージが行われる中で、全学連は非常事態宣言を発し、平壌放送を通じて朝鮮の学生にメッセージを送るなどした。また、9月から10月にかけてはレッドパージ反対のために「9・30駒場」をはじめとする試験のボイコットやゼネストを実施した。各大学当局はロックアウトによって警官隊との衝突を回避しようと試みたが反対運動は鎮まらず、天野文相はついに大学内のレッドパージを撤回することとなった。ただし、この闘争の中で早稲田大学事件での処分や中央大学などの脱退などがあり、全学連の闘争は表面的な華やかさを失いつつあった。全国で2万人以上とも言われるレッドパージが吹き荒れる中で、学生運動のみが勝利を勝ち取ったとされる。これは、大学の治外法権的地位と、運動の爆発的高揚に起因するものであった。
1949年11月2日から3日、大隈講堂で開かれた第3回大会ではすでに日共中央と全学連とのかい離が見え始め、関東代議員の70パーセント（全代議員の40パーセント）が日共の大会中止指示を受けて大会を欠席している。
初期の全日本学生自治会総連合は、日本共産党の強い影響の下で、反レッドパージ闘争、朝鮮戦争反対闘争、全面講和運動などを行った。この時期に全学連で活動した者には、後の日本共産党議長不破哲三と副委員長上田耕一郎兄弟、後の日本社会党副委員長の高沢寅男、第3回全学連中央委員会で委員長に選出され、京大天皇事件を引き起こした米田豊昭や映画監督の大島渚、田中角栄秘書となる早坂茂三などがいた。

### 6全協までの混乱

#### 国際派と所感派の党内対立

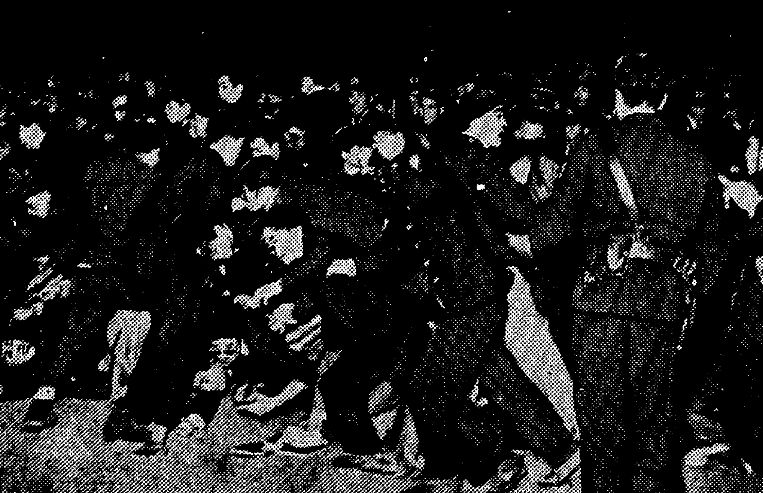
警官ともみ合う全学連のデモ隊

全学連の結成によって、日本共産党中央と学生党員との対立は再度表面化した。学生のエネルギーが高揚する場面では党中央は中心的な学生党員に「極左トロツキスト」「全学連党的傾向」「グループ主義的偏向」「インテリゲンチャ的傾向」などの批判を加えて闘争の拡大に待ったをかけるようになった。前述の大学法反対闘争は、全学連中執が党中央からの制動を受けている最中、中央からの圧迫のない九州の学生が口火を切ったものであった。
当時日共中央は、学生運動を階級闘争そのものではなく革命の条件づくりであると捉え、民主統一戦線の一翼としての地域人民闘争に重点を置いていた。一方で全学連の指導部は、学生が社会的階層として存在している以上は学生運動は反体制運動となり得るという「層としての学生運動論」、学生は労働者と同盟し先んじるという「先駆性理論」を支柱としていた。後に現れる「街頭激突主義」はこの理論が現実に現れたものであるとされる。

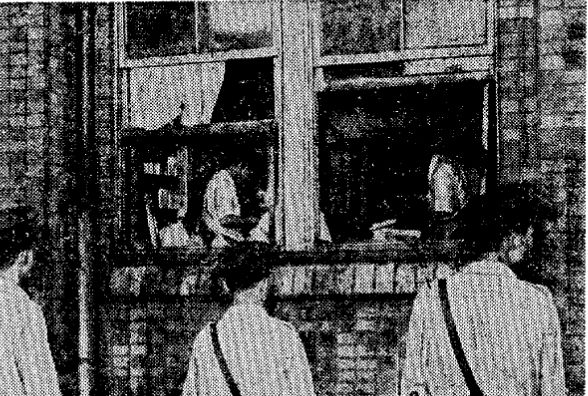
1950年、家宅捜索を受ける全学連本部

1950年1月7日、コミンフォルムが日本共産党を批判、日共はこれに反論する「所感」を発したが、批判を利用して党中央の権威主義的傾向を批判する者も現れた。3月、全学連中央は日共中央を批判的に総括した論文「最近の学生運動」を発表した（いわゆる「全学連意見書」）。これは宮本顕治の「ボルシェビキ的指導」を賛美し、野坂参三、伊藤律ら所感派を批判する内容であった。この意見書はまた、宮本の指導で闘争に立ち上がろうとする全学連に対して西沢隆二、御田秀一らが「極左トロツキスト」「全学連党的傾向」「ストライキマン的偏向」と批判し、大学法案反対ゼネストに対して志賀重男が「大衆から浮く」としてゼネストを禁止したこと、党中央の官僚主義的傾向、反米・帝国主義打倒を強調しないことを右翼日和見主義的であると批判した。4月10日には早大細胞が、2・1ゼネスト中止と地域人民闘争をチトー主義的と批判する「早大意見書」を発表した。5月5日、党内の攪乱を企図しているとして日共東京都委員会は「全学連細胞と早大細胞、東大細胞を解散させた。日共中央は6月27日の臨時中央委員会で中央に批判的な学生党員38名を除名、東大教養学部細胞を解体した。全学連はGHQ・政府と日共中央という二つの敵と対峙することとなった。こうしたなかで全学連は、前述のレッドパージ反対闘争に突入した が、党中央はこの闘争を全く評価しなかった。このころ主流派＝所感派と反主流派＝国際派との党内闘争が激化する中で、所感派にとっては自派に従わない者はすべて「反党分子」であった。学生党員は党上層部とは相対的に独立して行動していたが、党主流に敵対する者とみなされた。このころの全学連グループには武井のほかに力石定一、安東仁兵衛、沖浦和光、戸塚秀夫、高沢寅男、上田耕一郎、不破哲三、土本典昭らが存在した。党中央と全学連との対立は理論・運動の両面で明らかとなり、5月の第4回大会では中央からの「身のまわり主義と地域人民闘争主義」の意見をはねのける姿勢を打ち出した。反党分子とされ除名された学生党員たちは1950年末に反戦学生同盟(AG)を結成し全面講和・反戦・反米運動を行った。このころ、党内ではスパイ査問が激化、全学連でも反中執派の伝裕雄都学連委員長らによる中執派の罷免運動が激化していた。

#### 「極左冒険主義」路線

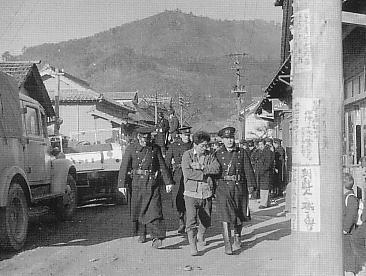
検挙される山村工作隊

1951年8月22日、コミンフォルムが4全協支持の論文を発表したことから、国際派は所感派に屈服していった。そのような情勢の中で日共5全協が10月に開かれ、来るべき革命の性質は「植民地革命」「民族解放民主革命」であり、民族解放民主革命のための農村ゲリラ戦路線が決定された。そのために山村工作隊、中核自衛隊が創設された。この路線は大衆運動との結合という視点を欠いており、学生戦線の勢いはこれにより急速に衰退していった。この時期までに京大天皇事件、東大ポポロ事件が発生している。多くの学生活動家は日共路線に追従し、従わなかったのは武井ら二十数名の少数派のみであった。北海道学連や関西学連は国際派の影響下にある全学連から分裂して「第二全学連」を結成することを呼び掛けた。

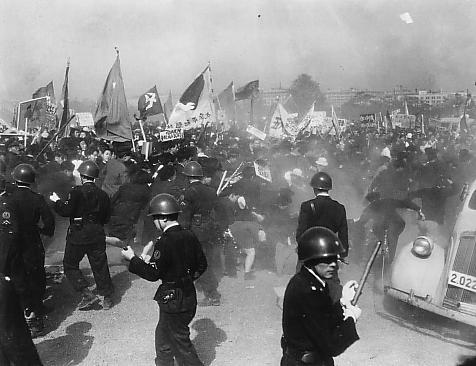
血のメーデー事件

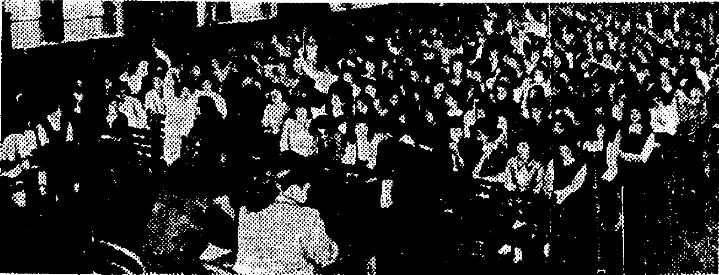
全学連の指導下で史上初のストライキに臨むお茶の水女子大学学生

1952年1月27日に新綱領が正式に採択されたことにより、日共は3月3日に中執を罷免した。これは前年より、東京・関西・北海道の地方学連が中執不信任を決議し臨時大会を開くことを要求したことに伴い、大会と同じ権限を持つ拡大中央委員会が開かれたことによる。この第1回拡中委では、武井執行部は学生の要求を取り上げず、分裂をあおり、学生の行動を踏みにじったという不信任案が提出され、第二全学連結成を呼びかけたり会費を意識的に滞納した北海道学連・関西学連への中執からの反駁があったものの、地方学連の支持により可決され、玉井仁以下次回大会までの臨時執行部が選出された 軍事路線に従う新執行部を据えた全学連は「極左冒険主義」路線へと突き進んだ。反戦学同派は軍事路線に断固として反対しており、中国革命方式の「猿真似」は決定的誤りであるとしていた。自己批判して党に戻った活動家たちは、火炎瓶闘争の前線につけられた。軍事路線は大衆運動への犠牲と弾圧を招き、路線に反対する学生たちの離反もあったことから1952年6月26日に二年ぶりに開かれた第5回大会には54大学のみの参加となった（96校代議員197名評議員52名オブザーバ27校新加盟27校とも）。この大会は玉井仁を委員長に選出、武井、安東、吉田嘉清、津島薫、山中明らは正式に除名処分を受け、反戦学同は解散を決議された。機関紙（誌）である『日本学生新聞』『学生評論』は廃刊され、新たに『祖国と学問のために』『学園評論』が発行された。1953年3月の第4回拡大中央執行委員会では極左路線への自己批判要請が提起され、6月の下谷公会堂での第6回大会では選挙権に関する自治庁通達反対闘争、浅間・妙義・内灘基地反対闘争と帰郷運動を採択し、極左的傾向は弱まったが依然質的転換には至らなかった。この大会では一時主流派（所感派）学生による反主流派リンチ事件も発生している。このころ全学連内では武装闘争への厭戦ムードが漂い始めていたという。アジア太平洋地域平和会議（北京）を受けて、諸国民平和会議（ウィーン）に向けて全学連とわだつみ会の共催で日本学生平和会議が催され、吉田内閣への抗議決議などが採択された。1954年から55年にかけては、「平和攻勢」の機運の高まりにもかかわらず第7回大会で「ゼミナール運動」「生活と平和のために」という「ピント外れ」のスローガンを掲げ、さらに運動は停滞することとなった。極左路線の総括一つなしに方針が大転換したことに対しては、大会の参加者からも批判が噴出したという。軍事路線と入れ替わりでうたごえ運動が推進されたことにも多くの活動家が疑問を呈したという。1953年から1955年にかけて帰郷運動、授業改善、スポーツ交流、全日本学園復興会議（大島渚議長）などの路線を学生党員は戸惑いをもって迎え、一般学生からは「大衆を愚弄・蔑視するもの」と受け取られた。学園復興会議は中央委員会の決議により11月8日から12日にかけて京都にて開催されたもので、学園復興に関するシンポジウムと討論会がその主題であった。この渦中、京都大学で集会をしていた学生が学園復興会議に出席するために移動し鴨川を渡り河原町通りへ出ようとしたところ、不法デモであるとして警官隊が荒神橋を破壊して学生もろとも河原へ墜落させる事件が発生（荒神橋事件）、学生が警察に抗議したところ200名の武装警官による催涙弾・警棒による襲撃があり、さらに数十名の重軽傷者を出した（11・11事件）。全学連内ではその後もセクト主義は依然として健在であり、総点検運動と称して「革命的警戒心」に基づく「スパイ狩り」が行われた。

### 共産党からの自立

#### 6全協

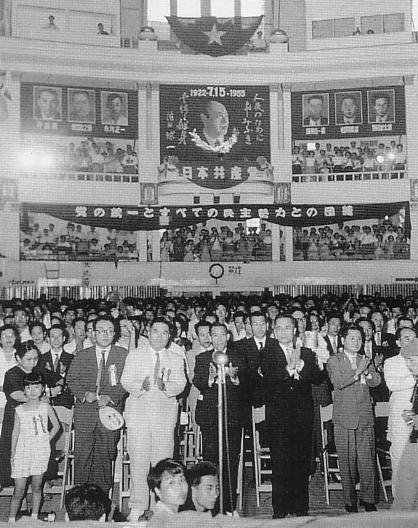
6全協と共に開かれた日本共産党33周年記念式典

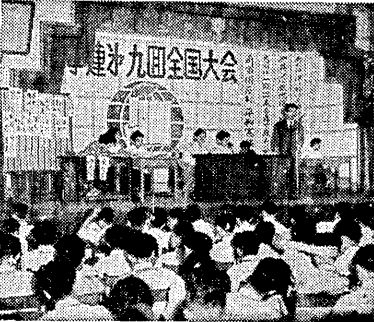
第9回大会

1955年7月27日、日共は第6回全国協議会（6全協）において軍事路線を自己批判したが、このことは軍事活動に命を懸け「革命は近い」と信じていた活動家たちにとって深刻な打撃を与えた。極左冒険主義とセクト主義の自己批判はなされたが、「右翼的政策路線」の総括はなされなかった。「大学の学問はブルジョワ的御用学問である」と言われ革命のために自分の将来への希望を捨て、命を懸けて武装闘争に励んでいた者が、急に「学生は理論で貢献しろ、学校へ帰れ」と言われたのである。学生党員の多くは新方針を受け止められず、大学に帰るもなじめず、献身的な者ほど悩み、ノイローゼになる者や自殺する者まで現れ（いわゆる六全協ノイローゼ）、自治会活動も沈滞することとなった。日共の方針転換を受けて全学連第7回中央委員会は「自治会サービス機関論」を規定し、その「7中委イズム」のもと「歌いたいというみんなの要求」「歌声は平和の力」を合言葉に歌と踊りのフェスティバルを路線化し（「歌ってマルクス踊ってレーニン」）、トイレに石鹸を備え付けるなどの「運動」を展開したが、多くの学生はこの方針に従わなかった。1956年の第9回大会は、学生運動の混迷を自己批判し、再び大衆的政治運動路線へと乗り出した。身近な要求を満たせという七中委イズムが批判され、平和擁護運動が前面に出され、「層としての学生運動」が階級闘争の一翼であると規定された。この大会では香山健一が委員長に選出され、後の「労学提携―先駆性理論」につながる「国民各層との提携―先駆的役割」の提起が行われた。この「8中委―9大会路線」（労学提携―同盟軍規定）は、層としての学生運動論を受け継ぎ、階級闘争の一翼としての学生運動の飛躍を目指すものであった。

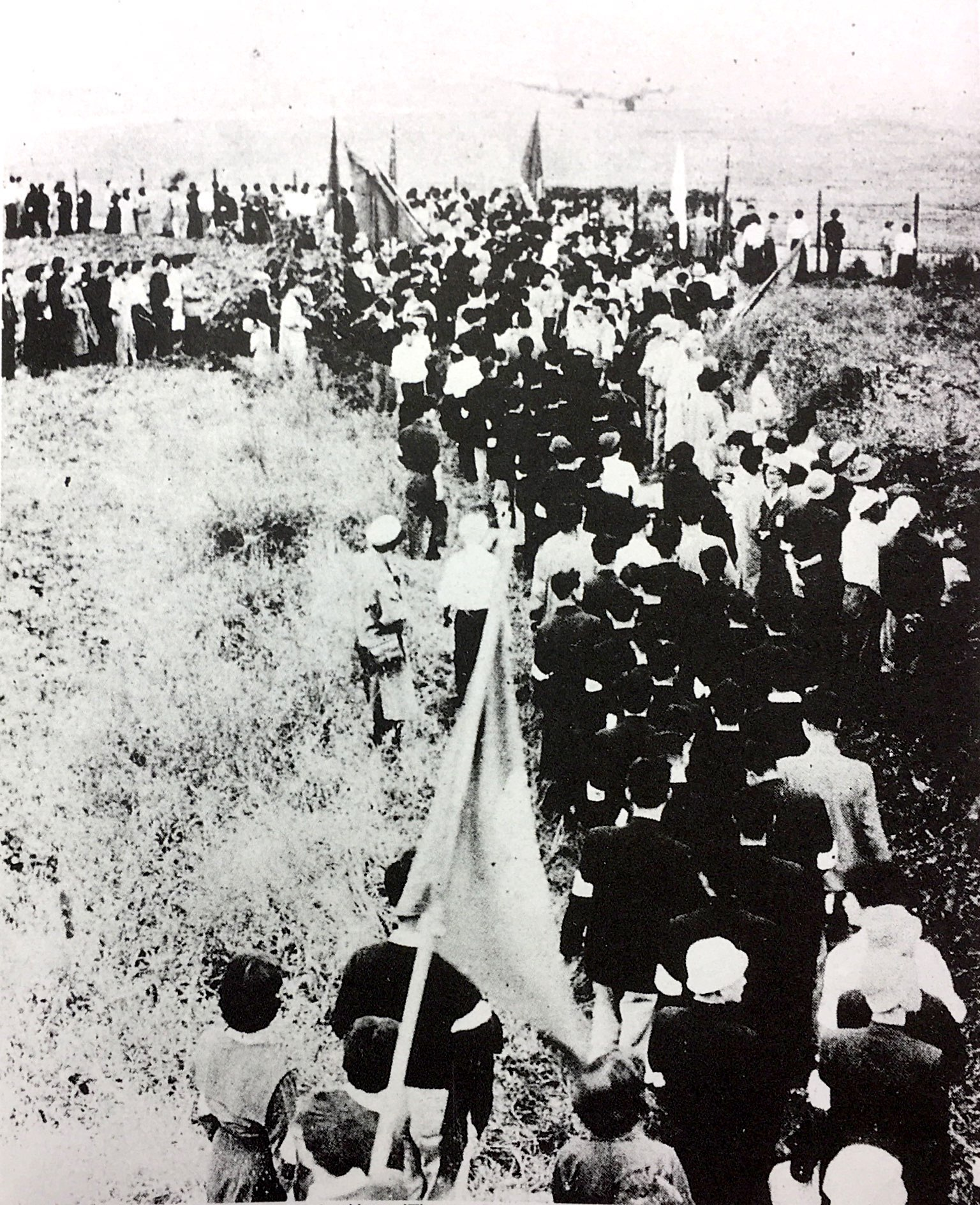
砂川闘争における全学連の隊列

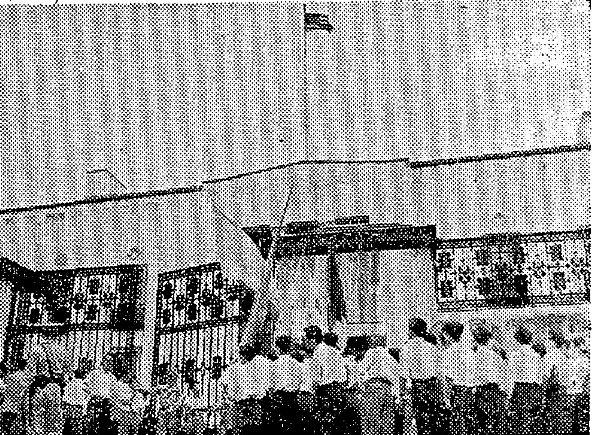
アメリカ大使館にデモをかける全学連

この年第9回大会方針としての「原水爆実験反対、小選挙区制法案・教育三法粉砕」と共に取り組まれ、立ち直りの契機となったのが砂川基地反対闘争であった。第二次測量阻止のため9月に現地闘争本部を設置し、地元の農民や各種団体と共闘して「世界帝国主義の反動制作粉砕」に3000人もの幅広い学生が結集した。鳩山内閣は測量中止を声明せざるを得なくなり、全学連にとってレッドパージ闘争以来の勝利となった。6月3日の第10回大会は学生独自の大衆闘争路線を承認したものとなり、その後の闘争は前年を倍するものとなった。しかしながら、56年の砂川闘争の総括をめぐって指導部間で現地指導部の学生がイニシアチブを握って闘われたという意見と残留中執（高野秀夫、牧衷）の砂川闘争は極左冒険主義であり社会党に利用されたものであるが民主勢力の圧力や社会主義の優位が大きな力になったという意見とで二分した。両者の対立は「ジグザグデモかオンパレードか」「ストライキか授業放棄か」というような闘争戦術の細部に関する議論にまで発展することとなった。この対立が表面するしたところに、ハンガリー事件が発生、さらに12月にトロツキスト集団である日本革命的共産主義者同盟が発足して学生の共感を集め始めていた。このころの全学連活動家は必ずしも反ソ連ではなかったが、ソ連と東欧をめぐる情勢とそれによるソ連への不信は自立した運動を作り出す基盤となった。この間の、11月6日に発行した『全学連通信』では、10回大会で是認した共産党中央の「幅広闘争主義」（幅広イズム）に対して批判しており、全学連内での変化の前兆を見せていた。

#### 共産党中央からの離反
1958年1月、日共東大細胞の機関誌『マルクス・レーニン主義』に山口一理による論文「一〇月革命の道と我々の道―国際共産主義運動の歴史的教訓」が掲載された。これは日本共産党と国際共産主義運動を総括しようとしたもので、学生党員に大きな影響を与え、中央への批判再燃の引き金となった。山口論文は、日共が32年テーゼと第二次大戦の階級性に無理解であったこと、2・1ゼネストにおいて階級闘争の課題を逸らしたことを指摘した上で、日共の民族民主革命論をロシア革命の解釈にまでさかのぼって系統的に乗り越えようとしたものであり、スターリン批判を踏まえスターリンとレーニンの理論の食い違いも指摘するという内容であった。これに影響されて、東大細胞は中央の戦略に対する批判を採択し、党内での理論闘争を強化することを宣言した。山口論文は、約1年後には学生党員グループの「コペルニクス的転回」をもたらす直接的な契機となる。
中央との対立は決定的なものとなり、勤務評定反対闘争（勤評反対闘争）のさなかに行われた第11回大会は後の学生運動における各セクトを生み出す発端となった。大会前日の5月27日、反戦学生同盟の発展的組織として社会主義学生同盟（社学同）が結成された。「層としての学生運動論」に立脚し、学生運動の先駆的役割を実現するべく学生のみの階層的団体として結成されたもので、社学同の綱領は日共の新綱領とは対立する内容であった。これは日共中央の民主主義革命を明確に否定し社会主義革命を志向するものであった。5月27日から31日にかけての大会では幅広イズムと反帝、民族民主統一戦線論と日本独占ブルジョワジー打倒論が対立点となって日共中央に忠実なものと批判的な者とが激突した。森田中執の資質を巡り、教育大・黒田、神戸大・石井、早大・高野らの代議員が議長席に詰め寄り執行部ともみ合いとなる場面もあり、地方から来た代議員たちは何のための争いであるのかさっぱりわかりかね、単なる派閥争いと判断せざるを得ない状況も存在した。大会は批判派が制し、中央を支持する者は「右翼反対派」として斥けられた。終了後、代議員グループ会議において党中央への不信任が突きつけられ、一時トロツキスト派の学生と党本部員との物理的衝突が発生（6・1事件）した。党中央が学生への自己批判を求め、全学連側は党常任の暴力は党な民主主義を妨げるものであり、党は「正しい指導性を発揮せよ」との旨の上申書を提出し中央を批判、これを受けて日共中央は7月7日に学生党員の大量処分を下した。この第11回大会で確認されたのが「学生運動先駆性論」であり、これは学生運動がプロレタリアートの解放運動の成否と不可分一体と規定し、かつ「前衛不在」という状況の中で、学生が自ら捨て石となって先駆的に展開する闘争が起爆剤となって人民に闘いの方向を示すというものであった。1958年9月4日、第12回臨時全国大会が開かれ、「右翼反対派」の理論的実践的破綻を指弾し、「資本主義世界体制の危機」が迫っていること、「勤評反対闘争は反動との決戦の焦点」であることを確認し、ここに「反日共」全学連が確立した。香山、島、山口、門松暁鐘、富岡倍雄、佐久間元をはじめとして次々に除名された党員たちは組織的に党から決別し、12月13日に共産主義者同盟（共産同、ブント）を結成した。共産同は当初は弱小組織であったが、次第に日共に不満を持つ全国の学生が結集し、一時は大阪府学連と兵庫県学連を除くすべての学連が日共を離れブント全学連に与した 彼らは革共同の黒田寛一などの反スターリン主義思想の影響を受けながら日共中央から「別党コース」に転じた者たちであった。特に黒田の思想は梅本克己の主体性論を受け継いだ面があり、これは共産党への信頼が完全に揺らぎ全学連の各個人の主体性が問われる中で学生らに受け入れられていった。一方で革共同は、共産同が自分たちの理論を剽窃したとして非難した。12月13日に開かれた第13回（臨時全国）大会では革共同が台頭し、委員長には塩川喜信が選出された。この時革共同メンバーは同時に共産同にも加入していた（加入戦術）。この大会の報告は革共同の理論が強く押し出されていた。
1959年1月1日、「日本共産党の危機と学生運動」と題する全学連意見書が発表された。これは、共産党の公認の指導部が日和見主義・ブルジョワ民主主義・官僚主義に支配されてしまったと規定し批判したものであった。

### 安保全学連とブント崩壊

#### 60年安保

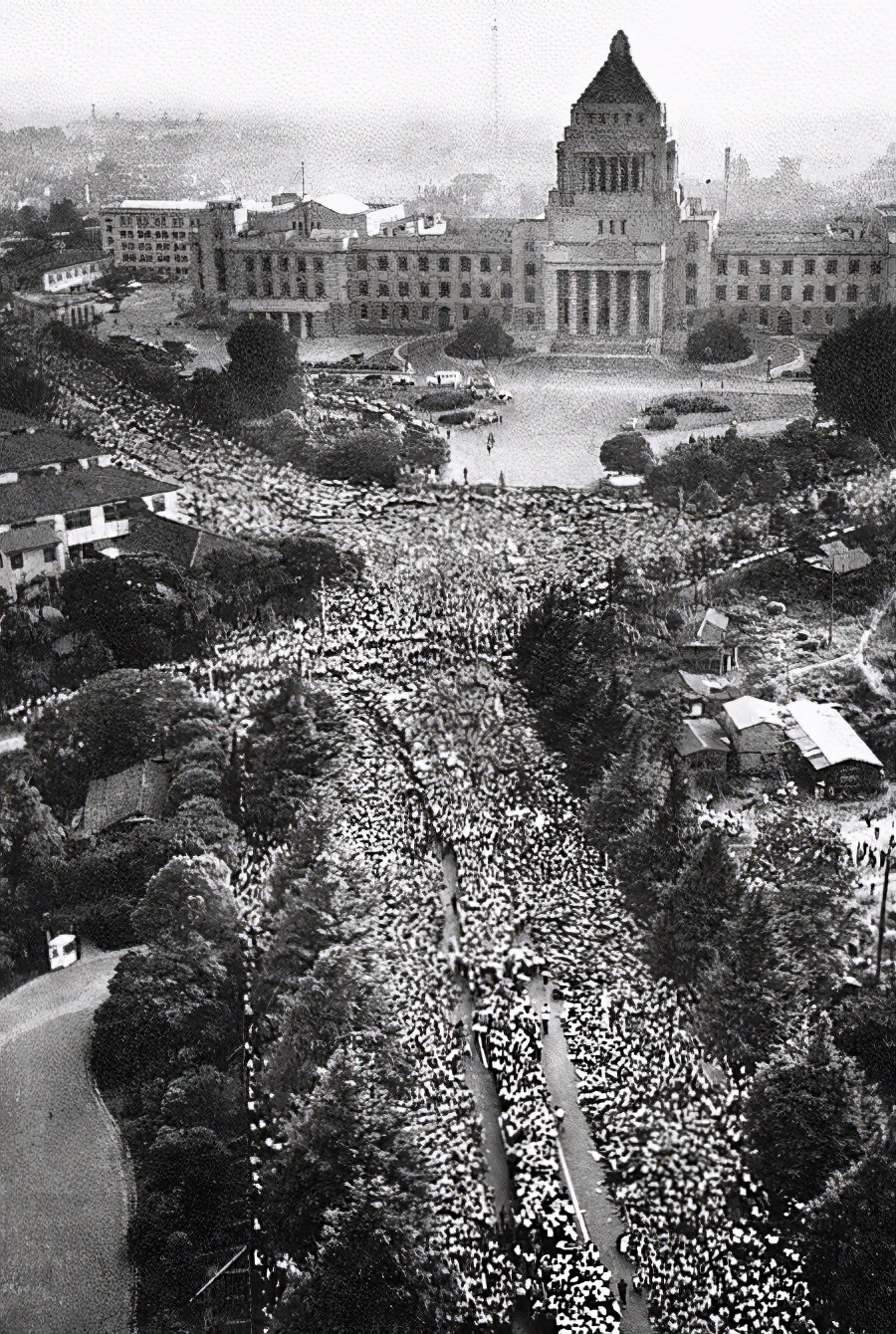
60年安保 1960年6月18日

警職法闘争が反対派の勝利に終わったのち、政府は日米安全保障条約改定に動き始めた。全学連は1959年4月2日の安保改定阻止青年学生共闘会議（青学共闘）の結成に参加した。全学連内部では安保改定を日本帝国主義の復活とみなす中執派と対米従属を深めるとみなす日共系とに分かれ、また中執派も革共同系と共産同系とに対立したまま闘争に参加することとなった。6月5日の第14回大会では唐牛健太郎を委員長とし中執を共産同系が独占し、社学同内でも共産同がイニシアチブをとった。この大会では唐牛、清水丈夫ら平均21歳という史上最年少の指導部が成立した。日共系の学生は、全学連指導部を「学生戦線を平和民主勢力の前線戦から孤立させる役割を果たした」として批判する提起を行ったが、のちの構造改革派につながる発想を含んだものであった。8月26日革共同が分裂し（第二次分裂）、革共同全国委は共産同と組み主流派に残留した。11月27日、日本労働組合総評議会系の組合員3万人と学生2万人が日米安保条約阻止全国統一行動デモを開催。このうち2万人の学生らが、国会に突入し構内集会を行った。この際、学生と警官隊と衝突して双方に28人の重傷者、730人の軽傷者が出た。社共はともに遺憾の意を表明し、日共は「トロツキストの挑発」と非難した。
1960年1月16日、全権団渡米阻止のため羽田空港ロビーを占拠し、唐牛以下76名が逮捕。このことは無駄な犠牲を出したとの批判を受けたが、同時に安保に対する国民の関心を高める役割もあった（これに影響されて日本社会主義青年同盟（社青同）全国学生班協議会とマルクス主義学生同盟（マル学同）が結成された）。2月の第22回中央委員会では、徳江和雄以下8人の革共同関西派系中執が罷免され、3月16日から17日にかけての第15回臨時全国大会では革共同関西派と日共系の代議員を罷免、共産同と少数の革共同全国委による支配を確立した。これを受けて反主流派は東京都自治会連絡会議（都自連、全都学生自治会連絡会議とも）を結成し、全学連に対抗する運動を展開することとなる。4月10日、日共港区地区委員会が組織ごと共産同に加入する。これを受けて日共は運動の暴走を懸念し、いわゆる「お焼香デモ」路線を取る。4月26日、国会前バリケード突破闘争（4.26国会突入闘争）により唐牛健太郎が逮捕された。唐牛の盟友・篠原浩一郎の証言によると、この4.26国会前デモの前に、全学連は東京青山の田中清玄事務所で山口組の田岡一雄と引き合わされていた（児玉誉士夫らが右翼を結集するという噂が流れており、全学連に近づいてきていた田中清玄がそれに対抗しようと考えたため）。
4月に全学連主流派がゼネストを決行したものの、5月20日未明に新安保条約は強行採決された。強行採決以後、街頭は連日デモの人並みであふれかえり、6月10日には労働者との共闘でハガチー事件、6月15日の第18次統一行動日には全学連国会突入事件が発生した。174人の逮捕者を出したこの事件で、東大生の樺美智子が死亡する悲劇も起こった。安保条約自然承認日の6月18日、闘争は頂点に達し4万人の民衆が座り込みを行っていたが、この時にはすでに全学連を指導すべき立場だった共産同はほとんど解体している状態であり、訴えられていた再突入はできないまま新安保条約は承認された。
60年安保におけるブント全学連の無方針と「自滅戦略」は、既成左翼よりも「一歩だけ左」を志向したゆえに発生した故のものであった。これには全学連内からも批判があり、東大教養学部自治会委員長であった西部邁に至っては日共との抗争ばかりのブント指導部の無方針を忌避して北海道に帰省した。
60年安保とブント全学連の出現はしかし、日本の階級闘争に対して「前衛党神話の崩壊」を告げる役割を果たした。吉本隆明はのちにブント全学連が、戦前派の指導する「擬制前衛」に自ら闘い、闘いを方向づける能力がないということを完膚なきまでに明らかにしたと評価している。
7月4日から7日、全学連第16回大会は主流派が日共系、革共同関西派系を締め出したため分裂大会となり、日共系の反主流派学生は全国組織として全国学生自治会連絡会議（全自連）を結成することとなった（議長黒羽純久（教育大）、副議長野口武彦（早大）、事務長松本純一（早大））。共産同は7月の全国大会で解体状態にあることが明らかとなり、全学連書記局グループのプロ通派、労対グループの戦旗派、東大細胞などの革通派、共産主義の旗派に分裂し、安保ブントは崩壊した。結成以来全学連を唯一の統一大衆組織としてきた学生運動はここに決定的な分岐を迎えることとなった。

#### ブント崩壊後の全学連再編
60年安保闘争の敗北後、全学連の運動は急速に停滞期を迎える。中心的活動家の中には「消耗」して戦線から離脱する者が出現し、大衆も大闘争を闘ったことへの安堵感と疲労感が広がり、運動は昂揚を見せなくなった。1960年に打ち出した「池田治安内閣打倒」スローガンの下での倒閣闘争では、全学連が方針や位置づけに関して迷走していることが露呈し、活動家の尖鋭的なアジテーションや方針がかえって混迷を深めていくという事態に陥っていた。1961年春の政治的暴力行為防止法案反対闘争になって、60年安保とは比べ物にはならないにせよ、学生運動が一定の高揚を再び見せ始めていた。
ブント崩壊後の全学連を握ったのはマル学同（革共同全国委員会の学生組織）であった。これは、崩壊した共産同のうち全学連書記局の主要なメンバーがマル学同に移行したことによる。また、1961年4月の第27回中央委員会時点でマル学同の代議員は10名であったが、全学連解体の危機を訴えるマル学同が指導権を握っていった。第17回大会直前の1961年7月7日、社学同、革共同関西派、社青同の三派はつるや旅館で会合を持ちマル学同に反対する立場で一致した（いわゆる「つるや連合」）が、具体的な一致点を見出すことはできなかった。第17回大会では反主流派＝反マル学同派がピケットとボイコットで対抗した結果（マル学同がはじめてここでゲバ棒戦術を使い、それによって大会自体を流会したとも）指導部をマル学同が独占し北小路敏を委員長に選出し、「反帝国主義・反スターリン主義」の方針を決定した。17回大会は内ゲバの嚆矢であるといわれる。以降18回大会、19回大会をマル学同は自派のみで開催した。社学同は組織再建に乗り出し、全自連も全学連再建協議会（木内啓詞議長）を結成したことから、分裂は組織形態上も決定的なものとなった。つるや連合は「全国自治会代表者会議」（全自代）を計画したが、これは運動の展開を第一目標とし、行動の統一のみ行って執行部は選出しないというものであった。1962年に革共同本体が革命的マルクス主義派（革マル派）と中核派に分裂した。20回大会では革マル派が中核派を締め出し執行部を占拠、以後全学連は「革マル派全学連」としての道をたどることとなる。社学同、社青同、構改派は12月に「三派連合」（旧三派連合）を結成し対抗したが革マル派のヘゲモニーは動かなかった。

#### 全自連以降の日共系全学連

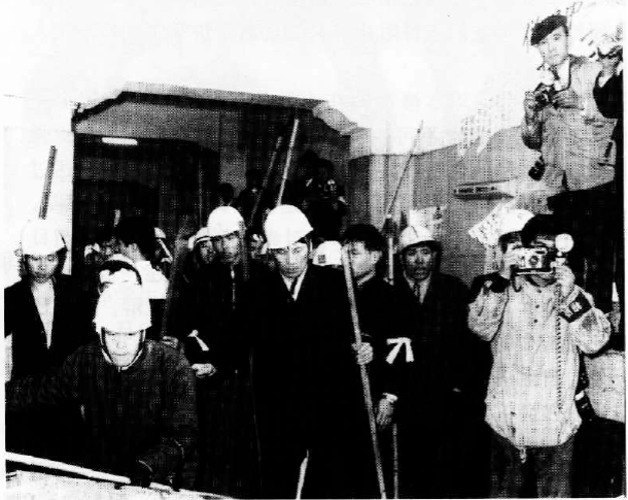
善隣会館を襲撃する民青部隊（善隣会館事件）

反日共系の党派が四分五裂する中、全自連は徐々に勢力を取り戻していたが、1963年の日共第8回大会綱領をめぐって党中央と対立した。当時全自連活動家の多くは一段階革命論を取っていたが、日共の新綱領は当面する革命は民主主義革命であることを規定したものであった。宮本主流派に反発して春日庄次郎らが集団離党したことから、全自連からの次々と集団離党が起った（ここで離党したグループは社会主義革新運動結成準備会を組織することとなる）。第17回大会を統一大会とすべく策動するも失敗し、ブント派と協定して全自連は解体された。後に日共系の学生は安保反対・平和と民主主義を守る東京と学生共闘会議を結成、1963年安保反対・平和と民主主義を守る全国学生自治会連合（平民学連）に改称し7月の第1回大会では「明るく豊かな学生生活」路線を採択、1964年には72大学129自治会を結集して全学連再建（第15回）大会を開催して全学連を「再建」した。「反動的な学問を学ぶことにも意義がある」とする「勉学闘争」の方針が持ち出されていた。この日共全学連は共産党の方針に忠実でない者・異論を唱えるものを認めない体制であり、シャンシャン大会に疑問を唱える者は分裂主義者であるとして糾弾された。構造改革派など日共を除名・脱退した活動家らは、「プロ学同」（共産主義労働者党）、「民学同」（日本のこえ）、「フロント」（統一社会主義同盟）などの新組織を作っていった。
1965年7月23日、第16回大会を開催し日韓条約反対方針を決定する。1966年からは早大闘争に参加し、全学共闘会議と競り合ったため各セクトとの関係が悪化する。こうした中で第17回大会では国際学生連盟（国際学連、IUS）代表権の所在を確認することを決議し、その旨国際学連へ照会した。1968年、国際学連のヌーリ書記長らが代表権に関する調査で訪日し、4月に国際学連は日共系全学連の代表権を承認した。1968年10月21日の新宿騒乱に参加しジグザグデモと座り込みを行っている。

### 四分五裂から全共闘へ

#### 第三の全学連
全学連の運動潮流が分裂・再編に向かう中、1962年には憲法公聴会に反対する公聴会阻止闘争と5月の大学管理法改正反対闘争（憲法・大管法闘争）が闘われた。1963年の日韓基本条約反対・原潜寄港阻止闘争はさほど昂揚することはなかった。この時期に、慶応、早稲田、高崎経済大などでは学内闘争が始まっており、後の全共闘運動につながる社会闘争と、内ゲバにつながる党派対立が始まりつつあった。奥浩平と和井田史郎の死はこの時期の出来事である。1965年6月22日に日韓基本条約が調印されると、三派系の都学連は日韓条約批准阻止を闘争課題とした。8月30日にはベトナム「侵略」反対・日韓条約反対の方針のもとに反戦青年委員会（反戦）が結成された。1966年に入ると早大闘争の激化の中で、日韓条約、原潜寄港阻止などのような政治闘争との結合の機運が高まった。このころ空港予定地の一方的閣議決定から始まる三里塚闘争、中国でのプロレタリア文化大革命と中ソの対立、ストークリー・カーマイケルらのブラック・パワーの運動などが発生していた。
日共系全学連の「再建」を認めない三派連合と中核派（あわせて四派連合とも）は共闘路線をとり、後に脱退・分裂をはらみながらも中核派、社学同マル戦派、社青同解放派（青解派）の三派（新三派連合、ネオ三派連合、革マル派からは「三馬鹿連合」とも）が1964年より都学連を再建、1966年12月7日に全学連再建全国大会を開き新たに全学連を結成した（三派全学連、「第三の全学連」とも）（1967年7月12日から14日の東工大での大会を以て再建とも）。委員長は社学同の斉藤克彦、副委員長は青解派の高橋孝吉、社学同の蒲池裕治、書記長は中核派の秋山勝行が選出された。再建の時点で三派はベトナム戦争に関する情勢分析や、17回大会から19回大会までの全学連の正当性に関する認識などで対立を見せていた。この再建には自治会権力としては少数派であったML派、社青同国際主義派なども関係していた。委員長を出した社学同であったが、1967年、明大闘争における「ボス交」問題で斉藤委員長が罷免され、かわりに中核派の秋山が委員長に就任することとなった。なお、構改派は1967年10月に全国自治会共同闘争会議を結成している。革マル派全学連は7月13日から4日間、早大にて第24回大会を開催し、43自治会が参加している

#### 70年安保・ベトナム

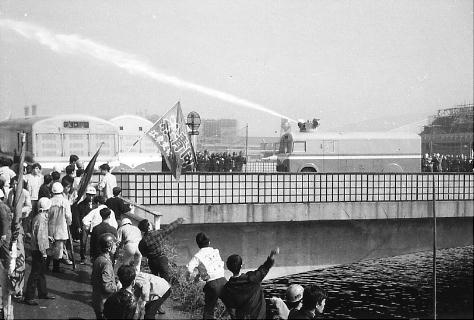
第一次羽田闘争（1967年10月8日）。社学同、青解派、ML派、構改派と反戦の混成部隊は穴森橋で機動隊と衝突した。

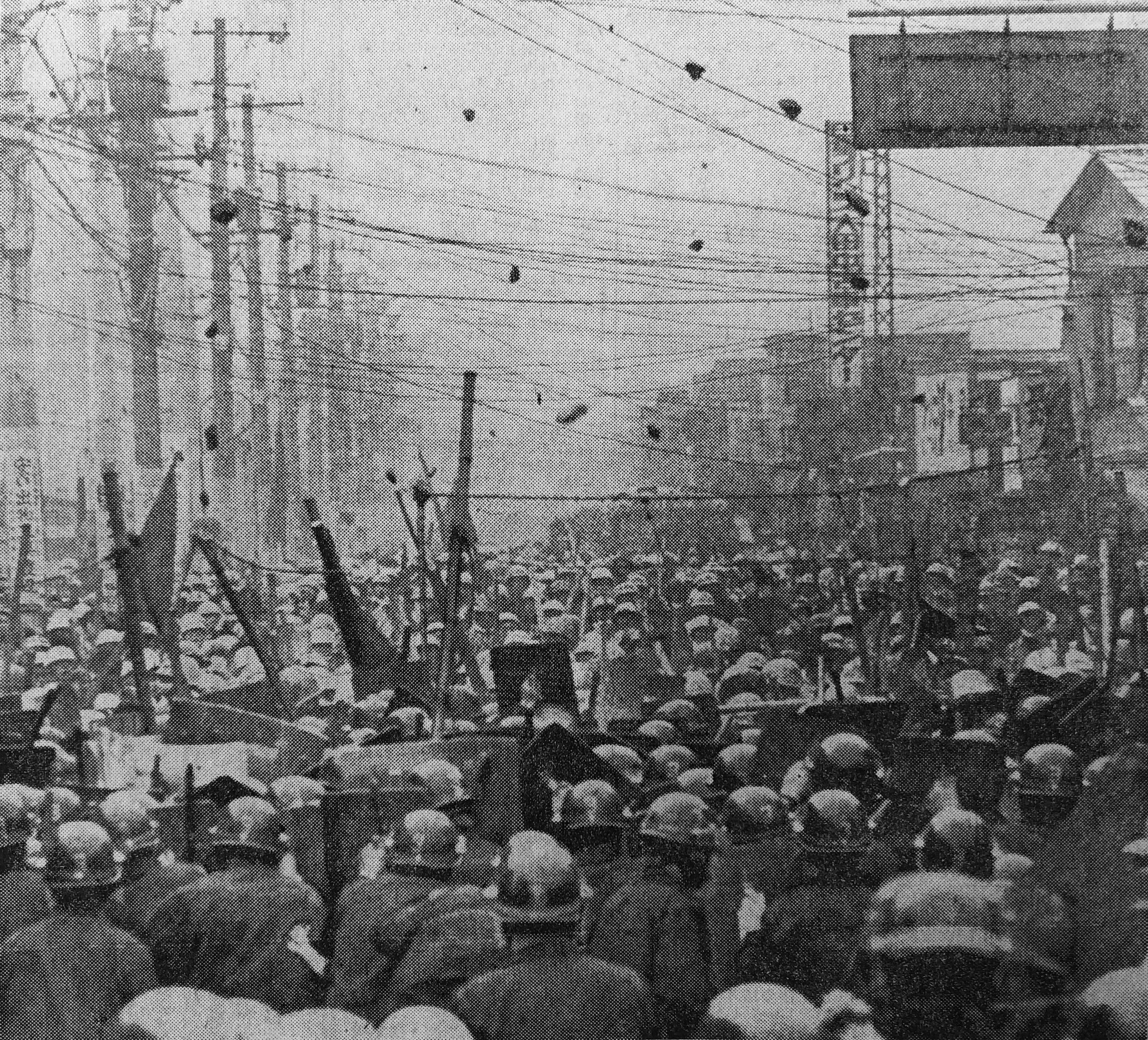
第二次羽田闘争（1967年11月12日）。京浜急行電鉄大鳥居駅付近における警官隊との衝突。

1967年、日本政府がベトナム戦争への加担を強め始める中で、各派全学連は対立をしつつも共通の課題に向かって闘争を行っていった。70年安保が運動日程に上る中の1967年10月8日、日共系全学連が多摩湖畔でピクニックをしていたこととは対照的に、革マル派系全学連と三派全学連は佐藤栄作首相の南ベトナム訪問阻止を叫び、機動隊と激しく激突した（10・8羽田闘争）。これは反戦青年委員会と共闘されたもので、この労学共闘の大衆的武装闘争は日本の反体制運動史の中で画期的なものであった。この闘争で京都大学学生の山崎博昭が機動隊に殺害される惨事も発生した。この闘争では前持った組織的な武装が初めて行われ、また武装闘争を公然化した契機であり、それは学生運動の質的転換であった。この10・8羽田について日共系全学連は一部暴力学生集団の挑発と非難するとともに、善隣会館事件を転機とする対立党派に対するテロ攻撃・リンチ・武装襲撃を一層徹底していった。11月12日にも三派全学連はヘルメットとタオルをつけ石と角材で武装して機動隊と激突し、マスコミからは「暴力集団」と報道された。1968年1月には佐世保エンタープライズ寄港阻止闘争、2月には王子野戦病院開設阻止闘争、3月には成田空港建設阻止闘争（三里塚闘争）があり、羽田での高揚を引き継いだ三派全学連と革マル派全学連は実力闘争を行った。7月、三派全学連は中核派全学連と反帝全学連に分裂する。この分裂の経緯には諸説あり不明点も多いが、いずれにせよ7月5日の拡大中央委員会が中核派抜きで行われ、秋山は委員長を罷免された。7月、中核派全学連と反帝全学連は別個に大会を開き、第4インター系はその両方をボイコットした。
10月21日、新宿騒乱は騒乱罪が適用されるほどの騒擾となった。佐世保闘争以降学生に好意的であったメディアの反応であったが、新宿騒乱以降は第一次羽田事件の頃のように学生に批判的な論調となった

#### 全共闘運動の興隆
これらの大衆的政治闘争に呼応して大学内の闘争も昂揚することとなった。1967年から68年にかけて、中大の学費闘争と東大の医学部登録医制度反対に端を発する東大闘争が闘われた。また、5月21日からは日大の使途不明機問題から日大闘争が始まるなど、この年は政治闘争と学園闘争が結合していった時期であった。

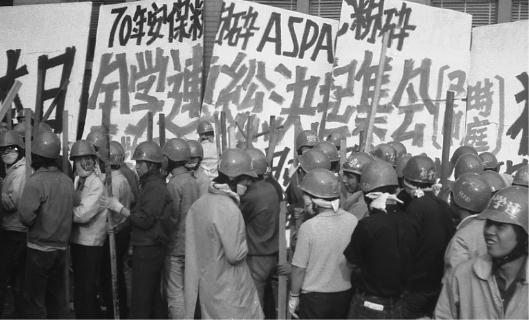
神田カルチェ・ラタン闘争に臨む全学連

日大闘争と東大闘争のもりあがりは、全国の大学に全共闘運動を拡大させた。日大闘争では、大学に抗議する学生を当局が処分したことをきっかけとして1万名の学生が結集して全学共闘会議（秋田明大議長、田村正敏書記長）が結成され、3万人の学生による大衆団交にまで発展した。日大全共闘の結集した学生のほとんどが学生活動家ではなくそれまでノンポリだった者であった。医学部の闘争から学内全体に波及した東大闘争では、6月の安田講堂占拠と機動隊による排除、総長団交の物別れを経て、7月5日に全学共闘会議が結成された。全共闘の学生らは「帝大解体」「自己批判」を主張して権力との衝突を見据えた闘争を行い、秋には全国の活動家が東大に結集することとなった。11月22日、安田講堂での日大・東大闘争勝利全国学生総決起集会には20000人の学生が集まった。日共系は大学当局と「10項目確認書」を取り交わし、「大学正常化」にむけて封鎖中の建物への武装襲撃を行った。三派全学連を中心とする部隊が安田講堂を占拠する中、1月18日東大構内に機動隊が投入され、2日間の攻防の末安田講堂封鎖は解除された。時を同じくして日大では、神田カルチェ・ラタン闘争が行われた。個別要求闘争をこえて闘われた大学解体の闘争は全共闘の特徴でもあったが、同時に闘いの展望を失って動揺する性質もあり、この動揺を立て直す論理をノンセクト・ラジカルは持ちえなかった。この間隙をぬって、自然発生的な全共闘運動を、強固な組織性と論理をもった既存新左翼党派が蚕食していった。1969年9月5日、全国全共闘連合（全国全共闘）結成大会が開かれたが、もはや運動的な生命力はなくなっていた。これを以て、全共闘運動は終焉を迎えたとされる。全国全共闘の「全国全共闘宣言」は、矛盾を露呈する全員加盟自治会＝ポツダム自治会および戦後民主主義をのりこえたソビエトとして、小ブルジョワ的学園改良運動（ここでは日共のこと）と革命的学生運動（ここでは全学連のこと）への両極化をのりこえ発展させる者としての立場を謳ったが、結局は一年足らずで解散に至ることとなった。ただし全共闘運動の高揚は、それ以前の時点で四分五裂していた全学連と各セクトの命脈を繋ぎ、勢力を拡大させる役割を果たした側面もあった

#### 沖縄闘争から冬の時代へ
三派全学連にとって、全共闘運動の予想外の高揚は政治闘争への障害物でもあった。これは、学園闘争が必ずしも安保やベトナムの問題に直結するものではなく、運動を担う無党派大衆は党派の制動にかならずしも従わない性格をもっていたからであった。68年の10月21日の国際反戦デー闘争（新宿騒乱）を享けて闘われた11月7日の沖縄闘争は東大闘争のピークに押され、反戦・反安保・沖縄の闘争は影をひそめるようになった。このころから、全国全共闘を批判して結成された赤軍派、あるいは中核派やML派による武装闘争が激化していった。佐藤首相訪米阻止闘争では2万人が結集し、羽田周辺でのゲリラ戦が闘われた。ベ平連、反戦青年委員会、全国全共闘の連日のデモも甲斐なく、6月23日に安保条約は自動延長を迎えた。
自治会運動の形をとった学生による大衆運動は三派全学連でピークを迎え、全学連運動へと発展していったが、全国全共闘の結成を境に党派連合政治の舞台へと姿を変えた。そしてその全国全共闘も山本義隆議長の辞任によって解体し、学生運動はその全体性を完全に見失うに至った。そうした中で、革マル派対中核派・青解派の内ゲバや連合赤軍による山岳ベース事件が発生し、これはマスコミによる批判の的となった。1965年ごろから革マル派・中核派・革労協の三全学連という系統が明確化し、それと同時にこの三派間での内ゲバが激化していた。内ゲバへの批判キャンペーンは武装闘争への批判よりも甚大で、各党派・全学連から後続世代の学生が遠ざかるに至った。内ゲバによって学生運動は一時的に壊滅したともいわれる。70年代以降は、「学生運動冬の時代」ともいうべき時代となった。そのような中でも、日共全学連は人員・組織数を維持していた。1968年には徴収された自治会費は総額で日共系1億8千万円、三派1億円、革マル派2500万円と伝えられており、このころに全学連中枢の学生による自治会費の個人的流用が問題となっていた。この莫大な自治会費の存在から自治会掌握は各セクトにとっては死活の問題であり、不正選挙がたびたび発生したという。
1970年7月7日の華僑青年闘争委員会によるいわゆる華青闘告発をきっかけに、部落解放運動、障碍者解放運動、女性解放運動、寄せ場の運動、地域住民闘争や反原発闘争など、中央権力闘争を補てんするような具体的な戦いが推進されるようになった。この告発は、直接的には「盧溝橋事件33周年大会」の準備過程で中核派の全国全共闘書記局員が差別発言を行ったことの告発であったが、国際主義を掲げる革命的左翼の内実の不十分さを浮き彫りにしたものであった。
1972年11月8日、早稲田大学学生の川口大三郎の遺体が東大病院前で発見された。川口は中核派シンパとみなされ革マル派によって殺害されたとされる。川口をリンチしていたところ様子が急変し、応急処置をしたが死亡させてしまったというのがいきさつであり、中核派によれば中核派の威力に恐れた革マル派が中核派の「全学連戦士」であった川口を虐殺したのだという。革マル派全学連は事実関係を公表し謝罪することとなった。

#### 中核派の状況
70年安保闘争の前後には、中核派全学連は過激な武装闘争を繰り広げた。中でも1971年11月14日の渋谷暴動事件や同19日の日比谷暴動事件では街頭を大混乱に陥れ、社会からの大きな反発と警察からの大量検挙を受けた。これによって中核派系全学連の運動は大打撃を受け衰退することとなり、また中核は非公然の軍事組織を中心とするテロ・ゲリラにシフトしていったことから、全学連は街頭闘争の先頭から姿を消していった。その中で、中核派全学連は三里塚闘争を最大の闘争課題とし、また国鉄分割民営化阻止をかかげた浅草橋駅放火事件などの実行部隊として参加することもあった。

### 1980年代
「層としての」学生による運動は70年代にはその実態を失い、「五流二十三派」と呼ばれる党派においても、もはや活動家は学生よりも労働者が主体となっていった。学生運動の母体であったはずの全学連や自治会の地位は低下していった。1980年代に入ると各派の全学連大会参加者は3ケタまで落ち込み、加盟数も84年時点で日共171校362自治会、革マル16校25自治会、中核派5校10自治会、青解派4校10自治会（そのほかブント系3校5自治会、第四インター系2校2自治会）となっていた。一定の組織を保っていた日共系でさえも、83年3月の第34回定期大会でそれまでの交渉数であった300校40万人を217校36万人に下方修正するに至った（人数は把握自治会学部の学生総数）。また、80年代までに国立大学では自治会費の代理徴収制度が廃止され、自治会費の不足で全学連への単位自治会からの機関紙代上納ができなくなるような状態に陥っていた。そのような中、1987年の国際学生連盟の大会で、日共系全学連は27年ぶりに書記長のポストを回復し、書記局に代表を送っている。

### 1990年代
1990年代に入る頃には、全日本学生自治会総連合を名乗る団体は4団体存在していた。

#### 革マル派の状況
奥島孝康が学長に就任した1994年以来、早稲田大学は革マル派勢力の学内からの排除に乗り出した。1995年、商学部自治会が公認取り消し・自治会費代理徴収廃止されたことを皮切りとし、1997年には早稲田祭プログラムの広告収入を革マル派の支配下にある早稲田大学新聞会に横流ししていたことが発覚し早稲田祭を中止した。商学部自治会の公認取り消しは資金の枯渇を意味することから、全学連は連日の抗議行ったほか、自治会費の引き渡しを求める訴訟も提訴した。対して革マル派は早稲田大学学生部長宅の電話を盗聴する事件を起こした（早稲田大学学生部長宅盗聴事件）。1999年以降は、革マル派系が1960年代以来支配し自治会補助金を革マル派系ダミーサークルに分配するために用いてきた文化団体連合会に対し、早稲田大学当局は一切の交渉を拒否することを決定した。

#### 日本共産党系の状況
日本共産党系の全学連は、1997年ごろには薬害エイズ訴訟支援や災害ボランティアによって多くの学生を獲得した。

#### 中核派の状況
1990年には「90年天皇決戦」と称して中核派全体で124件ものゲリラ事件を引き起こし、これによって警察の取り締まりが一段と厳しくなったことから、活動に嫌気がさした学生活動家の相次ぐ離脱が起こった。
そのような中でも中核派全学連は法政大学を「不抜の拠点」とし、自治会費の代理徴収で多額の資金を確保し、同学生会館を鉄板で要塞化し活動家を常駐させていた。しかしその法政大学でも中核派排除が始まり、1995年に第一法学部自治会、1996年に第一文学部自治会が公認を停止され、大学が預かっていた自治会費は学生に返還された。これに対抗して1997年に法政大教授宅に時限発火装置で放火するも、法政大学はこれに屈せず排除を進めていった。
岡山大学では1995年に学友会が校友会への発展的解消を決定したが、中核派全学連はこれを大学当局の介入があったとして反対運動を展開した。同年東北大学と広島大学ではフランスの核実験に反対するストライキが決行された。

#### 解放派の分裂
1999年に上部団体である革労協狭間派の分裂と共に解放派系全学連が革労協現代社派系（主流派）と革労協赤砦社派系（反主流派）の2つに分裂した。これ以後、全日本学生自治会総連合を名乗る団体が5団体存在することとなった。
1999年から分裂に伴う内ゲバにより活動家が大量に逮捕され、九州大学から解放派系の活動家が消滅した。また、明治大学は内ゲバの激化を理由として自治会への便宜供与を停止した。

### 2000年代以降

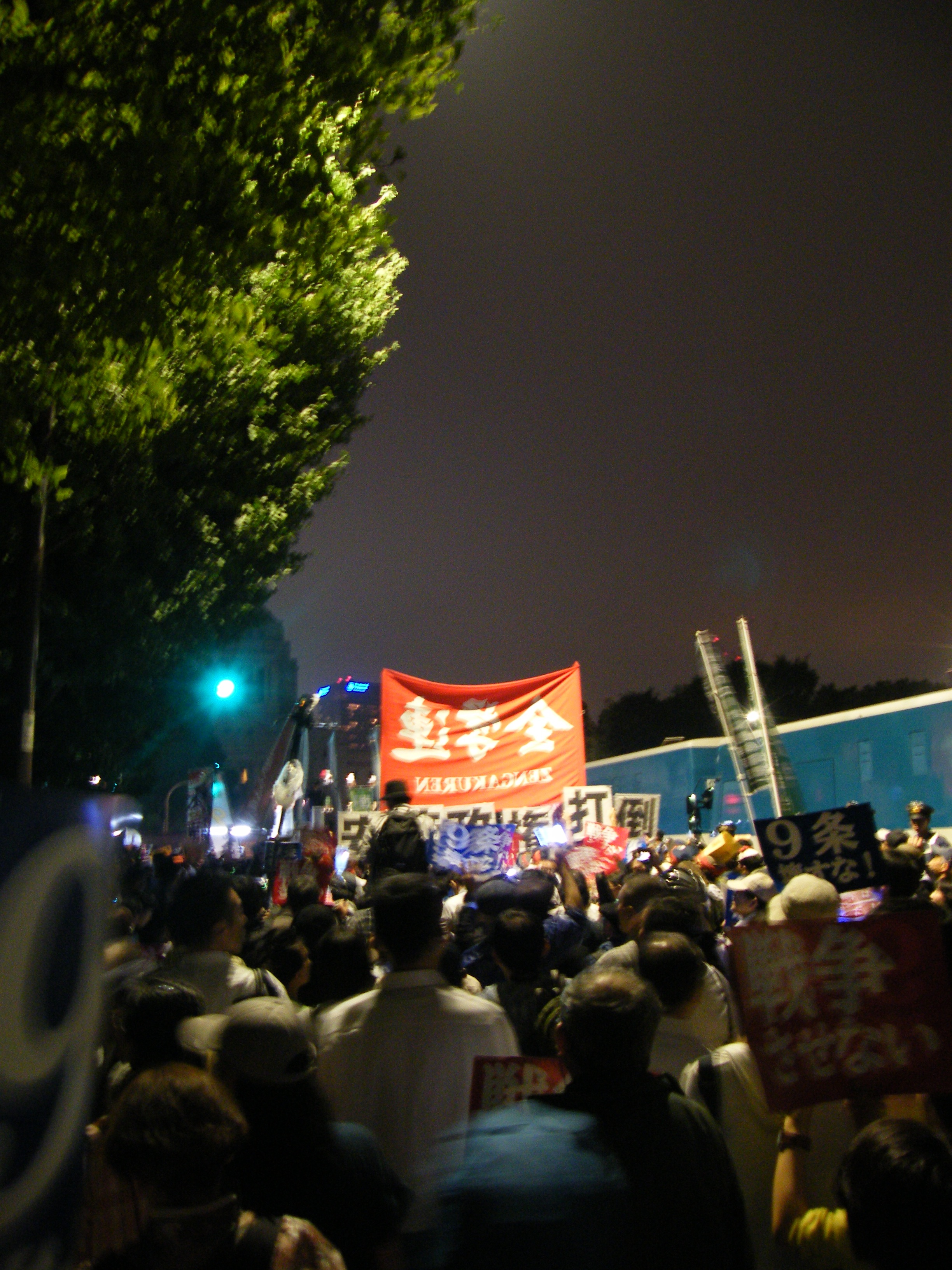
2015年の平和安全法制（いわゆる「戦争法案」）反対運動で国会前に掲げられた全学連旗

2007年時点で、新左翼が掌握する自治会数は最盛期の90自治会から26自治会にまで減少した。この大幅な退潮の理由には、学生の価値観の多様化、度を越えた学内運動への当局の管理強化、セクト思考・行動パターンへの学生の嫌悪感の顕著化などがあると考えられている。1997年から2007年の間の10年間、革マル派系を除く他のセクト系は活動家数を減少させ続けている。

#### 革マル派の状況
1990年代後半から2000年代前半にかけて、革マル派系全学連は勢力を維持し続けていたが、國學院大學・専修大学などでの体育会系学生による革マル派系執行部の役員就任阻止や、琉球大学自治会選挙での全学連脱退を公約とする学生の立候補などにみられるような一般学生の反発が顕在化し始めていた。
2000年、早稲田大学で「自治会潰し」への批判運動を行う一方で、社会科学部自治会と文化団体連合会を死守すべく大学側の自治会費使途監査を受け入れるなど硬軟織り交ぜた対抗策を繰り広げた。
2001年、早稲田大学で新学生会館が完成したことに伴って第一・第二学生会館などに退去命令を出したことに対して、7月31日から8月1日にかけて学内と大学周辺で一般学生を巻き込んだ抗議行動を実施した。
2002年、早稲田大学の講義にゲストスピーカーとして招かれた安倍晋三が「核兵器の使用は違憲ではない」と発言したことに関して大学当局への質問状と内閣府に対する安倍の官房副長官辞任を求める要請文を提出した。また同年、神戸大学でゼミナールとして自衛隊と共同で研究を行う「安全保障共同ワークショップ」が実施されることを巡り、大阪経済大学や奈良女子大学の学生を動員して「神戸大学の有事研究を許さない会」を結成し大学当局への追及に取り組んだ。
2003年、数回にわたってアメリカに活動家を派遣し、「ANSWER」「キャンパス反戦ネットワーク」などの米国の反戦団体と交流した。
2004年、早稲田大学は社会科学部自治会への便宜供与を見直す方針であることを通告。2005年3月2日、早稲田大学当局は社会科学部自治会の公認廃止と自治会室明け渡しを決定、全学連は公認廃止無効を求める訴訟を申し立てたが2007年に東京地裁は訴えを退けた。
2005年、革マル派シンパで大阪経済大学元教授の里上譲衛特任教員が任用取り消しされたことに反発し抗議活動を展開した。2005年3月、1970年代以来革マル派全学連の早稲田大学支配の中核を担ってきた社会科学部自治会が公認廃止を決定された。革マル派全学連は全国から100人程度の学生を結集させ公認廃止反対のアピールを行ったが、一般学生には「自治会＝革マル」との認識が浸透していたこともあり、一般学生を巻き込んだ運動に発展することはなかった。また、早稲田大学で革マル派系と目されてきた商学部・一文・二文・社会科学部の自治会と文化団体連合会は学部長宅盗聴事件の際には革マル派との関係を否認し続けていたが、この際マル学同革マル派早稲田支部は上記の団体が革マル派の支配下にあること『解放』紙上で公然と認めた。2005年5月3日、早稲田大学の学生を中心とする活動家ら40名が街宣中に右翼団体構成員約60名と口論となり乱闘に発展する事件が発生。翌日奥野委員長らが解放社で記者会見を開き、「国家権力が仕組んだ右翼の襲撃」であると弾劾、後日国家賠償請求を提訴した。2005年11月、大阪経済大学の職員と活動家がもみ合いとなり、石原克哉学友会委員長が職員から暴行を受けたとして謝罪を要求した。大学当局は暴行は狂言であるとして謝罪を拒否し、11月10日には自治会の公認廃止と自治会費・学友会費の代理徴収廃止を決定した。
2006年1月、革マル派系が30年以上にわたり支配し「関西における不抜の拠点」としていた大阪経済大学での立て看板制限を巡り大学職員に暴行した活動家9人逮捕（うち同大学学生の5人は退学）、これを受けて革マル派系自治会・サークルは非公認化される。大経大で活動していた革マル派活動家は10人であったが、学籍を持っていたのは前述の5人のみであり、その5人も他大学から移ってきた既存の学生活動家であった。これにより大経大での同全学連の影響力が大きく後退する。大阪経済大学から革マル派が完全に締め出されたという分析もあり、また堀部泰治郎によれば早稲田大学社会科学部自治会の公認廃止よりも大きなダメージを革マル派に与えたという。同年、高畑勲を招いて講演会を開催。

#### 日本共産党系の状況
| 項目       | 説明 |
| ---------- | --- |
| 活動内容   | 全国大会では毎回著名人による基調講演が行われており、内閣府参与の湯浅誠（2008年大会）などが講師となっている。また、全学連セミナーと称して学生自治会関係者の経験交流の催しを開き、未加盟自治会や自治会を持たない大学からの出席者に加盟を働き掛けるなどしている。 2002年ごろには全寮連や「就職難に泣き寝入りしない女子学生の会」などと共同で申し入れ行動などを行っていた。 2007年より京都府学連を中心として「学費ゼロネット」運動を展開した。また、学費免除を当局に求める取り組みも行っており、2008年に全学連がまとめた「東京大学教学部学生自治会による学費署名と所得四〇〇蔓万円未満授業料完全免除までの過程:東大副学長懇談資料集」では、加盟自治会の運動によって東大の授業料全免制度が生まれたとしている。そのほか、経済実態に関する学生へのアンケート調査を行い「学費・雇用黒書」にまとめている。 |
| 加盟自治会 | 拠点校・自治会は2005年時点で都立大全学、東大教養・経済・理・工・教育、法大Ⅱ文・Ⅱ法・Ⅱ社、名大法・文・経済・理・工・農・医・教育・情報文化、京大法・総合人間・教育など100大学・高専198自治会。2009年の60回大会において信州大繊維学部自治会再建、立命館大映像・薬・生命科学学部自治会結成、日本福祉大子ども発達・国際福祉開発学部自治会結成が報告された。この大会の決議では、活動している大学として具体的に信州大理・繊維学部、日本福祉大子ども発達・国際福祉開発学部、立命館大文・産業社会・映像・法学部、名城大、東京学芸大、東京大、東京経済大、名古屋大、東京農工大農学部、大阪経済法科大、大阪市立大、大谷大、京都橘大、名古屋工業大、名古屋商科大、和光大、中央大などが列挙されている。 |
| 分担金     | 2006年には、加盟分担金合計の過半を立命館大学の加盟自治会による拠出が占めた。立命館大学より会費の代理徴収を続ける条件として全学連・京都府学連への加盟分担金を支払わない事を求められ、自治会側も了承したため、その後は立命館大学の加盟学生自治会も加盟分担金を払わなくなった。 |
| 地方組織   | 大阪府組織として6大学8自治会が加盟する大阪府学生自治会連合（府学連）があった。2005年に旧大阪府立大学・大阪女子大学・大阪府立看護大学の府立系3大学が統廃合し、自治会組織が再編されるのを契機として、同年2月、第71期府学連大会にて大阪府立大学学生自治会連合が府学連から脱退した。それに対応し、府学連も同大会で役員不足による活動休止を決定し、新たに代替組織として大阪学生要求実現連絡会（大阪連絡会）を設置した。大阪府立大学学生自治会連合は2005年度6月に「大阪府立大学中百舌鳥キャンパス学生自治会」に再編 された後、全学連再加盟の検討を続けたが、2008年度後期に加盟しないことを決定した。 |

#### 中核派の状況
2000年6月、解放派内ゲバの間隙を突く形で九州大学学友会の主導権を現代社派から奪取。また、同年11月21日、東北大学に於いて三年ぶりにバリケードストライキを行い授業をボイコットした。
2001年6月、1991年ごろから活動がみられなかった広島大学学生自治会を再建。同年、東北大学有朋寮の廃寮決定に対し全国の学生活動家を東北大学に結集させて反対運動を実施。
2002年、イラク反戦運動に乗じて「止めよう戦争への道!百万人署名運動」の大学連絡会を立ち上げ、空白大学での自治会建設の足場づくりに務めた。同年、法政大学第一経営学部自治会が公認停止。
2003年、イラク反戦運動に乗じてセクト色を隠蔽した英語表記の名称の反戦学生組織を相ついで10団体設立した。その中でも法政大学の活動家が中心となって立ち上げた「STOP WAR! WORLD ACTION」は大学生や高校生に呼びかけて渋谷などでパレードを行い、最大1000人の参加者を集めた。また同年、東北大学では廃寮が決定していた有朋寮で入寮者の自主募集を行ったがこれに応じて入寮した学生に停学処分が下され、自治会は国会議員五人を含む文化人ら30人を賛同者に据えて処分撤回と廃寮撤回を求める申し入れ行動を実施した。
2004年、首都圏での最大の拠点であった法政大学に於いて、全学連書記局をおいていた学生会館が取り壊され、反対運動でのべ42人逮捕。また同年、独立行政法人化に伴い東北大学が東北大学学生自治会を公認廃止。同年、法政大学が第二教養部を廃止したため第二教養部自治会が有名無実化。
2005年にはノンヘルメットスタイルの「ソフト路線」勧誘を実施、東北大学自治会がサッカー日本代表トルシェ監督の通訳であったフローラン・ダバディの講演会を開催したところ高校生を含む約300人が詰めかけた。また同年、広島大学学生自治会を再建。
2006年2月から法政大学が実施した立て看板・ビラ配り規制に関して、同3月14日当局の経営学部自治会の無届看板撤去に抗議していた織田委員長・内海副委員長・中島副委員長・原田副委員長らを全学連幹部やノンセクト活動家など29人が建造物侵入と威力業務妨害の容疑で逮捕された。逮捕時には約200人の公安警察が動員された。中核派はこの事件を「2006・3・14法政大学弾圧事件」と称し強く反発した。25日には29人全員が釈放され、そのうち法大生であった5人には停学や退学処分が下された。その後、処分生5人は「3・14法大弾圧を許さない法大生の会」という団体を結成、学内外で抗議活動を行った。また、「退学処分を撤回せよ!法政大学統一OB会」も結成され闘争を支援した。大学側は警備員を常駐させるなどして対処している。06、07年中に停学学生に対して無期限停学や退学など追加処分が下され、（大学無関係者含めて）逮捕者は40名を超えている。直近に大阪経済大学での革マル派全学連と当局の衝突と放校が発生しているにもかかわらずその二の舞ともいえる行動がとられた背景として、中核派全学連が立て看板を禁止されることは実質的にキャンパス内から排除されたも同然であることに相当に焦燥していたことが指摘されている。
同2006年10月、富山大学は学生自治会を非公認化し、2007年3月末を限度に自治会室明け渡しを通告したが、同自治会はこれを拒否し、少なくとも2008年頭時点まで占拠を継続していた。東北大学有朋寮では廃寮に反対して占拠を続ける学生の寮明け渡し訴訟の上告審が棄却、12月に寮の封鎖が強制執行されその際活動家1人逮捕（最終的に2011年に大学側が勝訴）。
このころ、大学当局による締め付けが強化される中で、通信教育制度を利用した活動家の送り込みに取り組み始めたほか、インターネットを利用したオルグを行い、実際に活動家を獲得しサークル建設などを通じて拠点化を進め始めた。
2007年4月27日、退学処分に対する中核派などのデモ中、全学連活動家の学生ら2名が大学職員への暴行容疑で逮捕された。また同年、九州大学学友会を掌握していた学生活動家が除籍され、影響力が低下。同年法政大学では立て看板撤去の妨害などで少なくとも34人逮捕（この時点でのべ45人）。同年、九州大学学友会が自治会費を私的横領したことが発覚し活動家4人が逮捕、学友会は事実上壊滅した。
2008年5月、法政大学文化連盟を廃止しサークルを登録制にした法政大学に対する抗議集会などを行い全学連活動家ら33人逮捕。
2008年7月、全学連ほか3団体による「3・14法大弾圧を許さない法大生の会」が「法大弾圧ぶっとばせ!7・24全国集会」を開催し、この集会の前後に法政大学敷地への建造物侵入で3人逮捕（この時点でのべ88人逮捕）。
2009年4月24日、東京地裁による「情宣活動禁止等仮処分命令」、大学側による処分発令などに対する中核派らによる抗議集会とデモにおいて、全学連活動家の学生ら6人が公務執行妨害などの容疑で逮捕（集会中に5人、デモ後に警察署前で行われた抗議行動で1人）された。

#### 革労協赤砦社派の状況
2000年、内ゲバの続発を理由として明治大学は代理徴収した学生自治会費の給付凍結・大学祭の中止に踏み切った。2001年、明治大学の学生自治会が公認停止。また、大学祭に同全学連支配下の自治会・サークルの参加が認められなかったことから、これに抗議して明治大学が委託している警備会社の社長宅や農学部教授宅などを放火した。
2007年、九州大学学友会を掌握していた中核派全学連活動家が除籍、3月の学友会代議員総会で赤砦派全学連がヘゲモニーを奪取。

## 全学連大会と歴代委員長

### 全学連大会
| 回     | 日時                              | 開催場所                                                 | 参加校・代議員数                                                                       | 特記事項                                       | 出典                                   |
| ------ | --------------------------------- | -------------------------------------------------------- | -------------------------------------------------------------------------------------- | ---------------------------------------------- | -------------------------------------- |
| 結成   | 1948年9月18日-20日                | 東京第二師範女子講堂 早稲田大学36番教室 東京商大兼松講堂 | 145校250代議員                                                                         | 結成大会                                       | [ 5 ] [ 103 ] [ 104 ] [ 105 ]          |
| 1      | 1949年2月4日-6日                  | 中大講堂                                                 |                                                                                        |                                                | [ 105 ] [ 106 ]                        |
| 2      | 1949年5月28日-30日                | 東京商大兼松講堂 同31番教室                              |                                                                                        | 国際学生連盟参加手続き                         | [ 104 ] [ 105 ] [ 106 ]                |
| 3      | 1949年11月2日-3日                 | 早稲田大学大隈講堂 同商学部401番教室                     |                                                                                        | 日共中央の指示によるボイコットが発生           | [ 105 ] [ 106 ]                        |
| 4      | 1950年5月20日-23日                | 社会事業専門学校 早稲田大学4号館 東京家政学院講堂        |                                                                                        | 反帝平和擁護闘争を確認、「身の回り主義を粉砕」 | [ 104 ] [ 105 ]                        |
| 5      | 1952年6月26日-28日                | 同志社大学チャペル 京都民生会館 立命館大学16号教室       | 96校197代議員52評議員、オブザーバ27校新加盟27校（参加54校傍聴20校、53校150自治会とも） | AG解散、武井ら27名除名                         | [ 23 ] [ 104 ] [ 105 ] [ 107 ] [ 108 ] |
| 6      | 1953年6月11日-15日（6月21日とも） | 下谷公会堂 中労委会館                                    | 104校195自治会                                                                         |                                                | [ 25 ] [ 105 ] [ 107 ] [ 108 ]         |
| 7      | 1954年6月13日-17日                | 浅草公会堂 芝公会堂                                      |                                                                                        |                                                | [ 105 ] [ 108 ]                        |
| 8      | 1955年6月10日-14日                | 明大記念館                                               |                                                                                        |                                                | [ 105 ] [ 108 ]                        |
| 9      | 1956年6月9日-12日                 | 板橋区民会館 千代田公会堂 下谷公会堂                     |                                                                                        | 反核、砂川闘争など大衆政治闘争路線へ転換       | [ 104 ] [ 105 ] [ 109 ]                |
| 10     | 1957年6月3日-6日                  | 品川公会堂                                               | 学生独自路線を承認                                                                     |                                                | [ 104 ] [ 105 ]                        |
| 11     | 1958年5月28日-31日                | 杉並公会堂                                               |                                                                                        | 6・1事件                                       | [ 104 ] [ 105 ] [ 110 ]                |
| 12     | 1958年9月4日-5日                  | 渋谷公会堂                                               |                                                                                        |                                                | [ 104 ] [ 105 ]                        |
| 臨時13 | 1958年12月13日-15日               | 本郷公会堂                                               |                                                                                        | 革共同が躍進                                   | [ 104 ] [ 105 ] [ 110 ] [ 111 ]        |
| 14     | 1959年6月5日-8日                  | 品川公会堂 芝公会堂                                      |                                                                                        | 共産同が躍進、安保闘争へ                       | [ 105 ] [ 111 ]                        |
| 15     | 1960年3月16日-17日                | 目黒公会堂 新宿会館                                      |                                                                                        | 共産同がヘゲモニー、都自連が分岐               | [ 105 ] [ 112 ]                        |
| 16     | 1960年7月4日-7日                  | 文教公会堂                                               |                                                                                        |                                                | [ 105 ]                                |
| 17     | 1961年7月8日-11日                 | 両国公会堂                                               |                                                                                        | 社学同・マル学同派の単独大会化                 | [ 105 ] [ 113 ]                        |
| 臨時18 | 1961年12月                        | 千代田公会堂 中労委会館                                  |                                                                                        | 社学同中執を罷免                               | [ 105 ] [ 113 ] [ 114 ]                |
| 19     | 1962年7月14日-17日                | 板橋区民会館                                             |                                                                                        |                                                | [ 105 ]                                |
| 20     | 1963年7月5日-7日（8日までとも）   | 中労委会館 国労会館                                      |                                                                                        | 以降マル学同革マル派のみ                       | [ 104 ] [ 105 ] [ 115 ]                |
| 21     | 1964年7月10日-13日                | 国労会館                                                 |                                                                                        |                                                | [ 105 ]                                |
| 22     | 1965年7月9日-12日                 | 川崎市労働会館 麻布公会堂 早稲田大学文学部講堂           |                                                                                        |                                                | [ 105 ]                                |
| 23     | 1966年7月14日-17日                | 川崎市労働会館 法政大学 早稲田大学                       |                                                                                        |                                                | [ 105 ]                                |
| 24     | 1967年7月13日-16日                | 川崎市労働会館 早稲田大学文学部講堂                      | 43自治会（43大学66自治会とも）                                                         |                                                | [ 105 ] [ 116 ] [ 117 ]                |
| 25     | 1968年7月11日-14日                | 品川公会堂 早稲田大学大隈講堂 同22号館                   |                                                                                        |                                                | [ 105 ]                                |
| 臨時26 | 1969年3月27日-29日                | 早稲田大学21号館 同22号館                                |                                                                                        |                                                | [ 105 ]                                |
| 27     | 1969年7月13日-16日                | 早稲田大学大隈講堂                                       |                                                                                        |                                                | [ 105 ]                                |
| 臨時28 | 1969年12月15日-17日               | 東京大学教養学部900番教室                                |                                                                                        |                                                | [ 105 ]                                |
| *      |                                   |                                                          |                                                                                        |                                                |                                        |
| *      | 1980年                            |                                                          | 260人参加                                                                              |                                                | [ 117 ]                                |
| *      | 1981年                            |                                                          | 253人参加                                                                              |                                                | [ 117 ]                                |
| *      | 1982年                            |                                                          | 230人                                                                                  |                                                | [ 117 ]                                |
| *      | 1983年                            |                                                          | 240人                                                                                  |                                                | [ 117 ]                                |
| *      | 1984年                            |                                                          | 220人                                                                                  |                                                | [ 117 ]                                |
| 63     | 1995年7月13日-15日                | 早稲田大学大隈講堂 早稲田大学1号館109                    | 約190人                                                                                | 中仏核実験阻止など採択                         | [ 73 ]                                 |
| 64     | 1996年7月15日-17日                | 早稲田大学10号館                                         | 約195人                                                                                | 「ネオ・ファシズム橋本内閣打倒」など採択       | [ 118 ]                                |
| 66     | 1997年7月14日-16日                | 南部労政会館                                             | 約200人                                                                                | ガイドライン見直し阻止など採択                 | [ 74 ]                                 |
| 67     | 1998年7月14日-16日                | 滝野川会館                                               | 約180人                                                                                | 新ガイドライン阻止など採択                     | [ 119 ]                                |
| 68     | 1999年7月13日-15日                | 野口英世記念会館 高円寺会館                              | のべ640人                                                                              | 組対法改悪阻止など採択                         | [ 120 ]                                |
| 69     | 2000年7月14日-15日                | 代々木八幡区民会館                                       | 300人                                                                                  | 国家総動員体制づくり阻止など採択               | [ 77 ]                                 |
| 70     | 2001年7月17日-18日                | 江東総合区民センター 武蔵野公会堂                        | のべ280人                                                                              | 国立大独法化阻止などを採択                     | [ 79 ]                                 |
| 71臨時 | 2002年3月21日-22日                | 高円寺会館 江東区総合区民センター                        | のべ280人                                                                              |                                                | [ 80 ]                                 |
| 72     | 2003年7月17日-19日                | 江東区総合区民センター                                   | のべ430人                                                                              |                                                | [ 80 ]                                 |
| 73     | 2003年7月22日-24日                | 江東区総合区民センター                                   | のべ390人                                                                              |                                                | [ 81 ]                                 |
| 74     | 2004年9月17日-18日                | 墨田区みどりコミュニティセンター                         | のべ270人                                                                              |                                                | [ 82 ]                                 |
| 75     | 2005年7月26日-28日                | 江東区総合区民センター                                   | のべ390人                                                                              |                                                | [ 83 ]                                 |
| 76     | 2006年7月26日-28日                | 代々木八幡区民会館 江東区総合区民会館                    | のべ250人                                                                              |                                                | [ 87 ]                                 |
| 77     | 2007年7月25日-27日                | 江東区総合区民センター                                   | のべ310人                                                                              |                                                | [ 84 ]                                 |
| 78     | 2008年7月28日-30日                | みどりコミュニティセンター 幡ヶ谷区民会館                | のべ280人                                                                              |                                                | [ 121 ]                                |
| 79     | 2009年7月26日-28日                | 代々木八幡区民会館 みどりコミュニティセンター            |                                                                                        |                                                | [ 122 ]                                |
| 80     | 2010年7月21日-23日                | 代々木八幡区民会館                                       | のべ270人                                                                              |                                                | [ 123 ]                                |
| 82     | 2012年7月13日-15日                | 月島社会教育会館 代々木八幡区民会館 千駄ヶ谷区民会館     | のべ280人                                                                              |                                                | [ 124 ]                                |
| 83     | 2013年7月16日-18日                | 月島社会教育会館                                         | のべ230人                                                                              |                                                | [ 125 ]                                |
| 84     | 2014年7月14日・16日               | 本所地区プラザ 代々木八幡区民会館                        | のべ160人                                                                              |                                                | [ 126 ]                                |
| 85     | 2016年3月14日-15日                | 代々木八幡区民会館 古石場文化センター                    | のべ140人                                                                              | 1年8か月ぶり                                   | [ 127 ]                                |
| 86     | 2016年8月1日-2日                  | 代々木八幡区民会館                                       | のべ140人                                                                              |                                                | [ 127 ]                                |
| 87     | 2017年9月12日-13日                | 東京                                                     |                                                                                        |                                                | [ 128 ]                                |
| 88     | 2018年9月18日-19日                | 東京                                                     |                                                                                        |                                                | [ 129 ]                                |
| 89     | 2019年9月24日-25日                | 東京                                                     |                                                                                        |                                                | [ 130 ]                                |
| 90     | 2020年9月20日-21日                | 東京                                                     |                                                                                        |                                                | [ 131 ]                                |

| 回     | 日時                | 開催場所              | 参加校・代議員数                    | 特記事項   | 出典            |
| ------ | ------------------- | --------------------- | ----------------------------------- | ---------- | --------------- |
| 再建   | 1966年12月17日-19日 | 田区民会館 明大記念館 | 35校71自治会182代議員、参加者1000名 | 結成大会   | [ 105 ] [ 116 ] |
| 再建？ | 1967年7月12日-14日  | 法政大学 東京工業大学 | 42大学50自治会                      |            | [ 105 ] [ 116 ] |
| *      |                     |                       |                                     | 1968年崩壊 |                 |

| 回           | 日時                               | 開催場所                        | 参加校・代議員数 | 特記事項                                         | 出典            |
| ------------ | ---------------------------------- | ------------------------------- | ---------------- | ------------------------------------------------ | --------------- |
| 臨19（再建） | 1968年7月20日-21日（22日のみとも） | 中央大学・明治大学              |                  | 統一派と反帝学評・解放戦線がそれぞれ別会場で開催 | [ 105 ] [ 132 ] |
| 20           | 1969年7月15日-16日                 | 川崎労働会館                    |                  | 以降反帝学評のみ                                 | [ 105 ]         |
| 臨時21       | 1969年12月20日                     | 東京大学教養学部 神奈川大学講堂 |                  |                                                  | [ 105 ]         |
| 47           | 1995年7月22日-24日                 | 明治大学駿河台校舎学生会館      | 約80人           | 「朝鮮反革命戦争突入粉砕」など採択               | [ 73 ]          |
| 48           | 1996年7月20日-22日                 | 明治大学駿河台校舎学生会館      | 約90人           | 「朝鮮反革命戦争粉砕」など採択                   | [ 118 ]         |
| 49           | 1997年7月27日-29日                 | 明治大学駿河台校舎学生会館      | 約70人           | ガイドライン粉砕を採択                           | [ 74 ]          |
| 不明         | 1998年7月28日-30日                 | 明治大学                        | 約70人           | 新ガイドライン阻止など採択                       | [ 119 ]         |

| 回             | 日時                                | 開催場所                                                         | 参加校・代議員数                                                            | 特記事項                                     | 出典                    |
| -------------- | ----------------------------------- | ---------------------------------------------------------------- | --------------------------------------------------------------------------- | -------------------------------------------- | ----------------------- |
| 臨時15（再建） | 1964年12月10日-13日（11日からとも） | 中労委会館 法政大学511番教室                                     | 72大学129自治会140評議員                                                    | 「自治会はみんなの利益を守るもの」規定       | [ 104 ] [ 133 ]         |
| 16             | 1965年7月23日-25日                  | 大阪国民会館                                                     | 75校156自治会                                                               | 日韓条約反対                                 | [ 105 ] [ 117 ] [ 133 ] |
| 17             | 1966年7月14日-17日                  | 世田谷区民会館 東京教育大学付属小学校講堂                        |                                                                             | 小選挙区反対、IUS代表権確認                  | [ 105 ] [ 133 ]         |
| 18             | 1967年7月13日-16日                  | 京都府立勤労会館 立命館大学講堂                                  |                                                                             |                                              | [ 105 ]                 |
| 19             | 1967年7月25日-28日                  | 世田谷区民会館 小金井市公会堂                                    | 78校167自治会415代議員、69校150自治会304代議員、348正式傍聴者ほか全3000余名 |                                              | [ 105 ] [ 133 ]         |
| 20             | 1969年8月28日-31日                  | 江東公会堂 日比谷公会堂 世田谷区民会館                           |                                                                             |                                              | [ 105 ]                 |
| *              |                                     |                                                                  |                                                                             |                                              |                         |
| 31             | 1980年                              |                                                                  | 523代議員                                                                   |                                              | [ 117 ]                 |
| 32             | 1981年                              |                                                                  | 467代議員                                                                   |                                              | [ 117 ]                 |
| 33             | 1982年                              |                                                                  | 416代議員                                                                   |                                              | [ 117 ]                 |
| 34             | 1983年                              |                                                                  | 395代議員                                                                   |                                              | [ 117 ]                 |
| 35             | 1984年3月                           |                                                                  | 334代議員                                                                   |                                              | [ 117 ]                 |
| 46             | 1995年3月3日-5日                    | 文京区民センター                                                 | 55大学101自治会289代議員                                                    | 「学ぶ活動」路線                             | [ 73 ]                  |
| 47             | 1996年3月8日-10日                   | 東京大学駒場キャンパス                                           |                                                                             | 「学ぶ活動」路線、自主ゼミナール強化など採択 | [ 118 ]                 |
| 48             | 1997年3月7日-9日                    | 都内                                                             | 48大学81自治会256人                                                         |                                              | [ 74 ]                  |
| 49             | 1998年3月6日-8日                    | 一橋大学                                                         |                                                                             | クーラーを設置させたことなど報告             | [ 119 ]                 |
| 50             | 1999年3月5日-7日                    | 東京大学本郷キャンパス 東京大学駒場キャンパス                    | 56大学77自治会252人                                                         | 新ガイドライン=戦争法案法案反対など採択      | [ 120 ]                 |
| 51             | 2000年3月3日-5日                    | 大学生協会館                                                     | 未加盟含め65自治会185人                                                     |                                              | [ 77 ]                  |
| 52             | 2001年3月2日-5日                    | 都内                                                             | 未加盟含め61自治会152人                                                     | 共産党からの挨拶なし                         | [ 79 ]                  |
| 53             | 2002年3月8日-10日                   | 都内                                                             |                                                                             |                                              | [ 80 ]                  |
| 54             | 2003年3月3日-5日                    | 都内                                                             |                                                                             |                                              | [ 81 ]                  |
| 55             | 2004年4月5日-7日                    | 都内                                                             |                                                                             | 記念講演・小森洋一                           | [ 82 ]                  |
| 56             | 2005年3月4日-6日                    |                                                                  |                                                                             |                                              | [ 83 ]                  |
| 57             | 2006年3月3日-5日                    | 都内                                                             |                                                                             |                                              | [ 87 ]                  |
| 58             | 2007年3月2日-4日                    | 平和と労働センター・全労連会館 文京シビックセンター 東京学芸大学 | 100代議員                                                                   | 記念講演・伊藤真                             | [ 84 ]                  |
| 59             | 2008年3月4日-6日                    | 全国教育文化会館エデュカス東京 平和と労働センター・全労連会館    | 94代議員                                                                    | 記念講演・三輪定宣                           | [ 121 ]                 |
| 60             | 2009年3月1日-3日                    | 平和と労働センター・全労連会館                                   | 180代議員                                                                   | 記念講演・湯浅誠                             | [ 122 ]                 |
| 61             | 2010年3月2日-2日                    | 平和と労働センター・全労連会館                                   | 103代議員                                                                   | 記念講演・和田寿博                           | [ 123 ]                 |
| 62             | 2011年3月4日-6日                    | 東京都内                                                         | のべ74人                                                                    |                                              | [ 134 ]                 |
| 63             | 2012年3月2日-4日                    | 東京都内                                                         | 55人（2012年5月の時点で実際に活動に参加している学生自治会のある大学は8）    | 記念講演・和田寿博                           | [ 135 ]                 |
| 64             | 2013年3月1日-3日                    | 東京都内                                                         | のべ45人                                                                    | 記念講演・細川孝                             | [ 136 ]                 |
| 65             | 2014年2月24日-25日                  |                                                                  |                                                                             | 記念講演・大内裕和                           | [ 137 ]                 |
| 66             | 2015年2月24日-26日                  | 国立オリンピック記念青少年総合センター                           |                                                                             | 記念講演・竹信三恵子                         | [ 138 ]                 |
| 67             | 2016年2月25日-27日                  | 東京都内                                                         |                                                                             |                                              | [ 139 ]                 |

| 回               | 日時                 | 開催場所                                           | 参加校・代議員数 | 特記事項                           | 出典            |
| ---------------- | -------------------- | -------------------------------------------------- | ---------------- | ---------------------------------- | --------------- |
| （回次なし）     | 1968年7月14日-16日   | 法政大学551教室                                    |                  |                                    | [ 105 ]         |
| 臨時（回次なし） | 1968年12月10日-12日  | 目黒公会堂                                         |                  |                                    | [ 105 ]         |
| 臨時（回次なし） | 1969年3月28日-29日   | 法政大学511番教室                                  |                  |                                    | [ 105 ]         |
| （回次なし）     | 1969年7月15日-18日   | 豊島公会堂 明治大学和泉校舎                        |                  |                                    | [ 105 ]         |
| 臨時26           | 1969年12月15日-17日  | 品川公会堂 小金井公会堂 法政大学511番教室          |                  |                                    | [ 105 ]         |
| *                | 1980年               |                                                    | 220人参加        |                                    | [ 117 ]         |
| *                | 1981年               |                                                    | 180人参加        |                                    | [ 117 ]         |
| *                | 1982年               |                                                    | 200人参加        |                                    | [ 117 ]         |
| *                | 1983年               |                                                    | 240人参加        |                                    | [ 117 ]         |
| *                | 1984年               |                                                    | 400人参加        |                                    | [ 117 ]         |
| *                |                      |                                                    |                  |                                    |                 |
| 55               | 1995年8月29日-31日   | 足和田ホテル                                       | 約120人          | 「朝鮮侵略戦争阻止」など採択       | [ 73 ]          |
| 56               | 1996年8月29日-31日   | 法政大学市谷校舎学生会館                           | 約140人          | 「朝鮮侵略戦争阻止」など採択       | [ 118 ]         |
| 57               | 1997年8月31日-9月1日 | 南部労政会館                                       | 約130人          | ガイドライン見直し粉砕など採択     | [ 74 ]          |
| 58               | 1998年8月26日-28日   | 南部労政会館                                       | 約120人          | 新ガイドライン阻止など採択         | [ 119 ]         |
| 60               | 2000年9月4日-6日     | 文京区民センター                                   | のべ320人        | 「ファシストカクマル解体」など採択 | [ 77 ]          |
| 61               | 2001年8月30日-31日   | 文京区民センター                                   | のべ200人        | 国立大学独法化阻止を採択           | [ 79 ]          |
| 62               | 2003年9月19日-21日   | 日本橋社会教育会館 文京区民プラザ 文京区民センター | のべ200人        |                                    | [ 80 ]          |
| 63               | 2003年9月13日-15日   | 文京区民センター                                   | のべ300人        |                                    | [ 81 ]          |
| 64               | 2004年9月17日-19日   | 文京区民センター                                   | のべ240人        |                                    | [ 82 ]          |
| 65               | 2005年9月23日-25日   | 文京区民センター 月島区民館                        | のべ220人        |                                    | [ 83 ]          |
| 67               | 2006年9月14日-16日   | 月島区民会館 文京区民会館 浜町区民会館             | のべ170人        |                                    | [ 87 ]          |
| 68               | 2007年9月15日-17日   | 全水道会館 文京区民センター                        | のべ190人        |                                    | [ 84 ]          |
| 69               | 2008年9月13日-5日    | 文京区民センター 浜町区民館                        | のべ190人        |                                    | [ 121 ]         |
| 70               | 2009年9月10日-12日   | 文京区民センター 浜町区民館                        |                  | 法大闘争への方針採択               | [ 140 ] [ 122 ] |
| 71               | 2010年9月9日-10日    | 文京区民センター                                   | のべ60人         |                                    | [ 123 ]         |
| 72               | 2011年9月9日-10日    | 文京区民センター 浜町区民館                        |                  |                                    | [ 141 ]         |
| 73               | 2012年9月5日-6日     | 文京区民センター 浜町区民会館                      | のべ180人        |                                    | [ 124 ]         |
| 74               | 2013年9月5日-6日     | 浜町区民館                                         | のべ150人        |                                    | [ 125 ]         |
| 75               | 2014年9月3日-4日     | 浜町区民館                                         | のべ110人        |                                    | [ 126 ]         |
| 76               | 2015年9月2日-3日     | 浜町区民館                                         | のべ90人         |                                    | [ 142 ]         |
| 77               | 2016年9月1日-2日     | 浜町区民館                                         | のべ90人         | 「全学連大会襲撃事件」             | [ 127 ]         |
| 78               | 2017年8月30日-31日   |                                                    |                  |                                    | [ 143 ]         |
| 79               | 2018年9月1日-2日     | 月島区民館 笹塚区民会館                            |                  |                                    | [ 144 ] [ 145 ] |
| 80               | 2019年9月14日-15日   | 文京区民センター                                   |                  |                                    | [ 146 ]         |
| 81               | 2020年8月29日-30日   |                                                    |                  |                                    | [ 147 ] [ 148 ] |

| 回 | 日時                | 開催場所         | 参加校・代議員数 | 特記事項                   | 出典    |
| -- | ------------------- | ---------------- | ---------------- | -------------------------- | ------- |
| 53 | 2002年9月14日-15日  | 栗源町三里塚現闘 | のべ40人         |                            | [ 80 ]  |
| 54 | 2003年9月20日-21日  | 栗源町三里塚現闘 | のべ40人         |                            | [ 81 ]  |
| 55 | 2004年9月18日-19日  | 栗源町三里塚現闘 | のべ40人         |                            | [ 82 ]  |
| 56 | 2005年9月17日-19日  | 香取市三里塚現闘 | のべ60人         |                            | [ 83 ]  |
| 57 | 2006年9月16日-18日  | 香取市三里塚現闘 | のべ90人         |                            | [ 87 ]  |
| 58 | 2007年9月15日-17日  | 香取市三里塚現闘 | のべ90人         |                            | [ 84 ]  |
| 59 | 2008年9月11日-13日  | 香取市三里塚現闘 | のべ90人         |                            | [ 121 ] |
| 60 | 2009年11月14日-15日 | 香取市三里塚現闘 |                  |                            | [ 122 ] |
| 62 | 2012年2月4日-5日    | 香取市三里塚企画 |                  | 「組対法決戦勝利」方針採択 | [ 124 ] |
| 63 | 2012年11月3日-4日   | 香取市三里塚企画 |                  |                            | [ 124 ] |
| 64 | 2013年11月23日-24日 | 香取市三里塚企画 | 20人             |                            | [ 125 ] |
| 65 | 2014年11月23日-24日 | 香取市三里塚企画 | のべ40人         |                            | [ 126 ] |
| 66 | 2015年7月25日-26日  | 香取市三里塚企画 |                  |                            | [ 142 ] |
| 67 | 2016年11月27日-28日 | 香取市三里塚企画 | のべ50人         |                            | [ 127 ] |
| 68 | 2017年10月29日-30日 | 三里塚           |                  |                            | [ 149 ] |

| 回   | 日時           | 開催場所                   | 参加校・代議員数 | 特記事項 | 出典    |
| ---- | -------------- | -------------------------- | ---------------- | -------- | ------- |
| 臨時 | 2006年9月24日  |                            | 40人             |          | [ 87 ]  |
| 51   | 2009年11月29日 | みどりコミュニティセンター |                  |          | [ 122 ] |
| 52   | 2011年11月23日 | 東京                       |                  |          | [ 151 ] |
| 53   | 2013年11月17日 | 晴海区民館                 | 45人             |          | [ 125 ] |
| 54   | 2015年11月29日 | 神宮前穏田区民館           | 45人             |          | [ 142 ] |
| 55   | 2017年12月24日 | 東京                       |                  |          | [ 152 ] |

### 歴代委員長一覧
委員長不在時は、委員長以外の執行部メンバーを職名と共に委員長欄に記載する。後に言論・新左翼活動などで著名となった執行部メンバーや、後に委員長に昇格した執行部メンバーについては、特記事項に記載する。1960年代に関しては、２派以上が関係した全学連にて副委員長・書記長名を記載することがある。
| 選出大会（年月日）                                    | 委員長                           | 特記事項                         | 出典                    |
| ----------------------------------------------------- | -------------------------------- | -------------------------------- | ----------------------- |
| 結成（1948年）から第3回（1949年11月）まで             | 武井昭夫（東京大学）             |                                  | [ 103 ] [ 105 ] [ 104 ] |
| 第1回拡大中執（1952年3月1日-3日）、第5回（1952年6月） | 玉井仁（京都大学）               | 国際派と目された武井らを除名した | [ 23 ] [ 105 ] [ 153 ]  |
| 第6回（1953年6月）                                    | 阿部康時（立命館大学）           |                                  | [ 25 ] [ 105 ] [ 108 ]  |
| 第3回中央委員会（1953年9月）                          | 米田豊昭（京都大学）             |                                  | [ 105 ] [ 108 ]         |
| 第7回（1954年6月）                                    | 松本登久男                       |                                  | [ 105 ] [ 108 ]         |
| 第6回中央委員会（1954年9月3日-6日）                   | 副委員長： 大沼昭七（東北大学）  |                                  | [ 105 ]                 |
| 第8回（1955年6月）                                    | 田中雄三（京都大学）             | 書記長：香山健一（次期委員長）   | [ 105 ] [ 108 ]         |
| 第9回（1956年6月）から第12回（1958年9月）まで         | 香山健一（東京大学）             |                                  | [ 105 ] [ 104 ] [ 109 ] |
| 第13回（1958年12月）                                  | 塩川喜信（東京大学・革共同）     | 書記次長：清水丈夫（東京大学）   | [ 104 ] [ 105 ] [ 111 ] |
| 第14回（1959年6月）                                   | 唐牛健太郎（北海道大学・共産同） |                                  | [ 104 ] [ 105 ] [ 111 ] |

#### 1960年から1969年末まで
| 選出大会（年月日）                           | 委員長                                 | 特記事項                                                                                           | 出典                    |
| -------------------------------------------- | -------------------------------------- | -------------------------------------------------------------------------------------------------- | ----------------------- |
| 第15回（1960年3月）、 第16回（1960年7月）    | 唐牛健太郎                             | 【第16回、副委員長：西部邁（東京大学）、書記長：北小路敏（京都大学）】 ※委員長は第14回から引き続き | [ 105 ]                 |
| 第27回中央委員会 （1961年4月5日-6日）        | 書記長代理：斎藤清（早稲田大学）       | | [ 105 ]                 |
| 第17回（1961年7月）                          | 北小路敏（京都大学・革共同全国委）     | 副委員長：根本仁（次期委員長）、小野田襄二（埼玉大学・革共同全国委）                               | [ 104 ] [ 105 ] [ 154 ] |
| 第18回（1961年12月）から第22回（1965年）まで | 根本仁（北海道学芸大学・革共同全国委） | | [ 105 ] [ 133 ] [ 154 ] |
| 第23回（1966年）から 第26回（1969年3月）まで | 成岡庸治（早稲田大学）                 | | [ 105 ] [ 154 ]         |
| 第27回（1969年7月）、 第28回（1969年12月）   | 大貫健夫（早稲田大学）                 | | [ 105 ]                 |

| 選出大会                                         | 委員長                   | 特記事項 | 出典    |
| ------------------------------------------------ | ------------------------ | -------- | ------- |
| 第15回再建（1964年）                             | 川上徹（東京大学）       |          | [ 105 ] |
| 第17回（1966年）                                 | 平田勝（東京大学）       |          | [ 105 ] |
| 第18回（1967年）、第19回(1968年)、第20回(1969年) | 田熊和貴（東京経済大学） |          | [ 105 ] |

| 選出大会                    | 委員長                       | 副委員長                                                      | 書記長                                    | 特記事項                                  | 出典            |
| --------------------------- | ---------------------------- | ------------------------------------------------------------- | ----------------------------------------- | ----------------------------------------- | --------------- |
| 再建（1966年12月）          | 斉藤克彦（明治大学・社学同） | 蒲池裕治（同志社大学・社学同） 高橋幸吉（早稲田大学・青解派） | 秋山勝行（横浜国立大学・中核派）          |                                           | [ 116 ]         |
| 拡大中央委員会（1967年3月） | 秋山勝行                     | 1968年7月、中核派全学連と反帝全学連に分裂                     | 1968年7月、中核派全学連と反帝全学連に分裂 | 1968年7月、中核派全学連と反帝全学連に分裂 | [ 133 ] [ 155 ] |

| 選出大会                             | 委員長                   | 特記事項 | 出典    |
| ------------------------------------ | ------------------------ | -------- | ------- |
| 回次なし(1968年)                     | 秋山勝行                 |          | [ 105 ] |
| 臨時（1968年）から第26回(1969年)まで | 金山克己（横浜国立大学） |          | [ 105 ] |

| 選出大会              | 委員長                   | 副委員長                                                                   | 書記長                            | 特記事項                                       | 出典            |
| --------------------- | ------------------------ | -------------------------------------------------------------------------- | --------------------------------- | ---------------------------------------------- | --------------- |
| 19回再建（1968年7月） | 藤本敏夫（社学同統一派） | 村田恒有（統一派）、狭間嘉明（九州大学・反帝学評)、 久保井拓三（中央大学） | 石橋興一 （早稲田大学・反帝学評） | この人事のみ社学同系と共同、村田は書記次長とも | [ 132 ] [ 105 ] |
| 第20回(1969年)        | 石橋興一                 | 河内富晴（関西大学）、山口昇（神奈川大学）                                 | 狭間嘉明                          |                                                | [ 105 ]         |
| 第21回(1969年)        | 石橋興一                 | 河内富晴、山口晃（神奈川大学）                                             | 狭間嘉明                          |                                                | [ 105 ]         |

#### 1970年から1989年末まで
| 選出大会           | 委員長                 | 特記事項                                                       | 出典            |
| ------------------ | ---------------------- | -------------------------------------------------------------- | --------------- |
| 1972年（回次不明） | 手嶋繁一（北海道大学） | ※就任年については出典なし                                      | [ 156 ]         |
| 1973年（回次不明） | 永戸祐三（中央大学）   | 後に日本労働者協同組合(ワーカーズコープ)連合会理事長（退任済） | [ 157 ]         |
| 1979年（回次不明） | 松竹伸幸（一橋大学）   | ※就任年については出典なし                                      | [ 158 ]         |
| 1985年（回次不明） | 松尾文彦（早稲田大学） | 副委員長：小池晃 ※委員長については出典なし                     | [ 159 ] [ 160 ] |

| 選出大会                         | 委員長                   | 特記事項                  | 出典            |
| -------------------------------- | ------------------------ | ------------------------- | --------------- |
| 1982年から1987年まで（回次不明） | 鎌田雅志（横浜国立大学） | 10.20成田現地闘争に関わる | [ 161 ] [ 162 ] |

例えば、1984年時点には、日本共産党系（171校362自治会）、革マル派系（16校25自治会）、中核派系（5校10自治会）、解放派系（4校10自治会）、ブント系（3校5自治会）、第四インター系（2校2自治会）の全学連が存在していた が、この委員長一覧には、現時点ではほとんどの委員長名を記載していない。

#### 1990年から1998年末まで
| 選出大会（年月日）                     | 委員長   | 特記事項          | 出典                  |
| -------------------------------------- | -------- | ----------------- | --------------------- |
| 第63回(1995年)から第66回（1997年）まで | 石田貴裕 | ※第65回は出典無し | [ 73 ] [ 118 ] [ 74 ] |

| 選出大会                       | 委員長                   | 特記事項                                                    | 出典           |
| ------------------------------ | ------------------------ | ----------------------------------------------------------- | -------------- |
| 第45回(1994年)                 | 神谷貴行（京都大学）     | ※就任年については、出典からは不明                           | [ 163 ]        |
| 第46回(1995年)                 | 坂井希（東京大学）       | 坂井は初の女性全学連委員長 副委員長：葉玉恒一（次期委員長） | [ 73 ]         |
| 第47回(1996年)                 | 葉玉恒一（東京大学）     |                                                             | [ 118 ]        |
| 第48回(1997年)、第49回(1998年) | 稲津浩一（日本福祉大学） |                                                             | [ 74 ] [ 119 ] |

| 選出大会         | 委員長   | 特記事項                                 | 出典    |
| ---------------- | -------- | ---------------------------------------- | ------- |
| 第56回（1996年） | 上高徳弘 | 書記長：大山尚行（第59回大会にて委員長） | [ 118 ] |

| 選出大会                       | 委員長             | 特記事項                                                | 出典           |
| ------------------------------ | ------------------ | ------------------------------------------------------- | -------------- |
| 第47回(1995年)                 | 広田健一           |                                                         | [ 73 ]         |
| 第48回(1996年)、第49回(1997年) | 武本透（千葉大学） | 1999年に、革労協現代社派系と革労協赤砦社派系の2つに分裂 | [ 118 ] [ 74 ] |

#### 1999年以降
| 選出大会（年月日）                        | 委員長                   | 特記事項                                                 | 出典                                                |
| ----------------------------------------- | ------------------------ | -------------------------------------------------------- | --------------------------------------------------- |
| 第68回(1999年)から 第73回(2003年)まで     | 飯田真一（早稲田大学）   | 第73回の副委員長：奥野成喜（次期委員長）                 | [ 120 ] [ 164 ] [ 77 ] [ 79 ] [ 80 ] [ 81 ]         |
| 第74回（2004年）から 第80回（2010年）まで | 奥野成喜（早稲田大学）   | 第79,80回の副委員長：酒井悠一郎 （第82回大会にて委員長） | [ 82 ] [ 83 ] [ 87 ] [ 84 ] [ 121 ] [ 122 ] [ 123 ] |
| 第82回（2012年）から 第88回（2018年）まで | 酒井悠一郎（北海道大学） | 第87回は出典なし                                         | [ 124 ] [ 125 ] [ 126 ] [ 127 ] [ 129 ]             |
| 第89回（2019年） 第90回（2020年）         | 有木悠祐                 |                                                          | [ 130 ] [ 165 ]                                     |

| 選出大会                          | 委員長                   | 特記事項                                                                  | 出典                                    |
| --------------------------------- | ------------------------ | ------------------------------------------------------------------------- | --------------------------------------- |
| 第50回(1999年) 第51回(2000年)     | 遠地靖志（京都大学）     |                                                                           | [ 120 ] [ 77 ]                          |
| 第52回(2001年)                    | 小林昌弘（埼玉大学）     |                                                                           | [ 79 ]                                  |
| 第53回(2002年)                    | 中平智之（信州大学）     |                                                                           | [ 80 ]                                  |
| 第54回(2003年)                    | 大塚健太郎（一橋大学）   |                                                                           | [ 81 ]                                  |
| 第55回(2004年) 第56回（2005年）   | 千葉達夫（信州大学）     |                                                                           | [ 82 ] [ 83 ]                           |
| 第57回（2006年）                  | 西川治（東京大学）       |                                                                           | [ 87 ]                                  |
| 第58回（2007年） 第59回（2008年） | 大嶋祐介（日本福祉大学） |                                                                           | [ 84 ] [ 121 ]                          |
| 第60回（2009年） 第61回（2010年） | 小山農（信州大学）       | 小山は2020年現在日本民主青年同盟中央委員長 日本共産党中央委員会准中央委員 | 、                                      |
| 第62回（2011年） 第63回（2012年） | 藤浦修司（信州大学）     | ※2012年は出典なし                                                         | [ 134 ]                                 |
| 第64回（2013年） 第65回（2014年） | 加藤友志（東京学芸大学） | ※2013年は出典なし 加藤は2015年にSEALDs（シールズ）の中心メンバーとなる    | [ 137 ] [ 169 ] [ 170 ] [ 171 ] [ 172 ] |
| 第67回（2016年）                  | 中村佑太                 | ※出典では2016年5月時点に就任していることがわかる                          | [ 173 ] [ 174 ]                         |

| 選出大会                                     | 委員長               | 特記事項                                                                                    | 出典                                                    |
| -------------------------------------------- | -------------------- | ------------------------------------------------------------------------------------------- | ------------------------------------------------------- |
| 第59回(1999年)から 第64回(2004年)まで        | 大山尚行             |                                                                                             | [ 120 ] [ 175 ] [ 77 ] [ 79 ] [ 80 ] [ 82 ]             |
| 第65回(2005年)から 第71回(2010年)まで        | 織田陽介（東北大学） | 第70回、第71回は委員長代行を置いた                                                          | [ 83 ] [ 87 ] [ 84 ] [ 121 ] [ 140 ] [ 122 ] [ 123 ]    |
| 第72回(2011年)から 第78回(2017年)まで        | 斎藤郁真（法政大学） |                                                                                             | [ 124 ] [ 125 ] [ 126 ] [ 127 ] [ 142 ] [ 143 ] [ 176 ] |
| 第79回(2018年) 第80回(2019年) 第81回(2020年) | 高原恭平（東京大学） | ※東京大学教養学部学生自治会は2012年の日本共産党系全学連脱退以降、全学連には加盟していない。 | [ 144 ] [ 178 ] [ 179 ] [ 180 ] [ 148 ] [ 181 ]         |
| 中央執行委員会 (2021年3月8日)                |                      | 高原は委員長から解任され、全学連からの追放が発表された。                                    | [ 182 ]                                                 |

| 選出大会                                 | 委員長               | 特記事項          | 出典                                                                         |
| ---------------------------------------- | -------------------- | ----------------- | ---------------------------------------------------------------------------- |
| 第53回（2002年）、第54回(2003年)         | 菅正雄（岩本敏明）   |                   | [ 80 ] [ 81 ]                                                                |
| 第55回（2004年）から第68回（2017年）まで | 伍代和也（九州大学） | ※第61回は出典無し | [ 83 ] [ 87 ] [ 84 ] [ 121 ] [ 122 ] [ 124 ] [ 125 ] [ 126 ] [ 127 ] [ 149 ] |

| 選出大会                                           | 委員長               | 特記事項 | 出典                   |
| -------------------------------------------------- | -------------------- | -------- | ---------------------- |
| 臨時（2006年）、第51回（2009年）、第52回（2011年） | 円谷直樹（徳島大学） |          | [ 87 ] [ 122 ] [ 151 ] |
| 第53回（2013年）                                   | 四宮浩司             |          | [ 125 ]                |
| 第54回（2015年）、第55回（2017年）                 | 岡田清司（高知大学） |          | [ 142 ] [ 152 ]        |